# Burbuja inmobiliaria en España

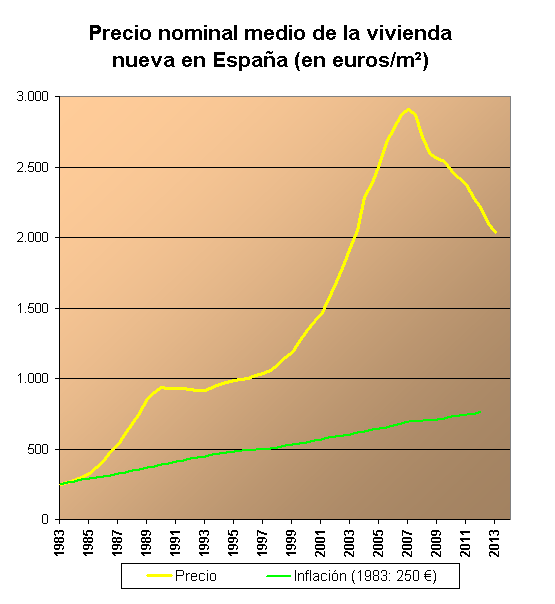
Evolución del precio de la vivienda nueva en España, según la 'Sociedad de Tasación'. Siguiendo el esquema planteado por el gráfico contiguo, la burbuja comenzó a principios de la década de los ochenta, le siguió la Bear Trap (1992-1996), tras la que se produjo la Fase manía en la que aumentaron los precios de manera espectacular (1996-2007), hasta que el crecimiento de los precios se frenó y entró en negativo a finales de 2007. A comienzos de 2010 se registraron leves subidas, indicando la entrada en la fase de Bull Trap, la última etapa de subida que precede al gran desplome.

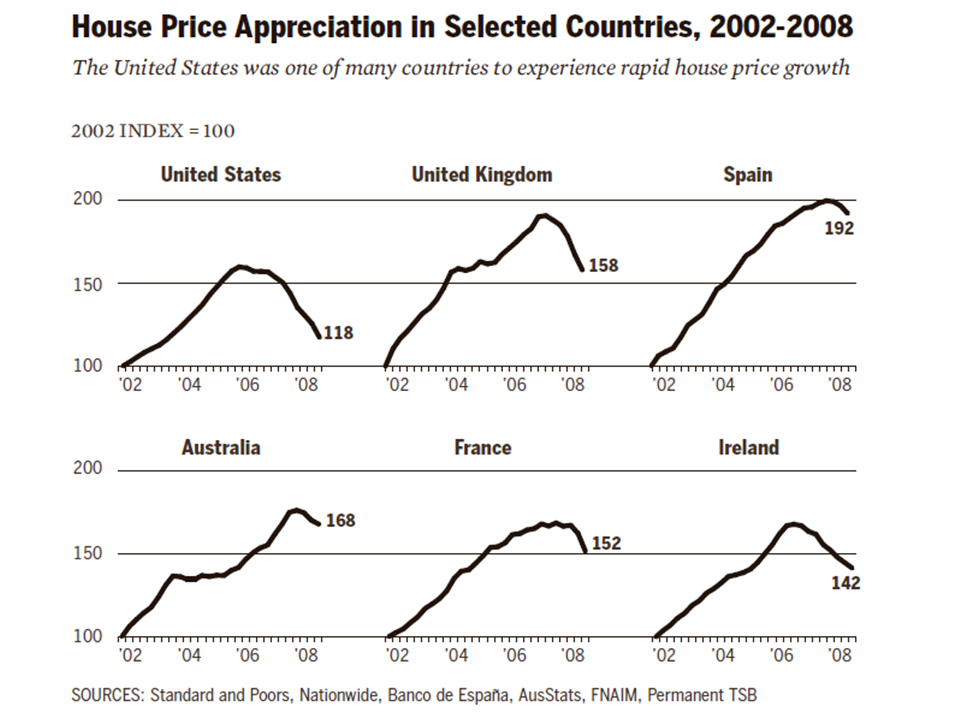
Apreciación del precio de la vivienda en varios países, 2002–2008

La expresión burbuja inmobiliaria en España hace referencia a la existencia de una burbuja especulativa en el mercado de bienes inmuebles en España.
Entre los años 1986 a 1993 tuvo lugar una burbuja inmobiliaria que afectó los precios pero no tanto el volumen construido. La burbuja de la que trata este artículo tuvo su comienzo en 1997 y duró hasta finales de 2007 o principios de 2008 cuando se produjo su estallido y sus consecuencias. Sus efectos principales fueron la profundización de la crisis inmobiliaria española, la nacionalización de numerosas cajas de ahorros quebradas (Caja Castilla-La Mancha, CajaSur, Caja Mediterráneo-CAM, Novacaixagalicia, Caixa Catalunya, Unnim y Bankia), ayudas públicas para fusiones de otras muchas entidades bancarias y el aumento de desahucios en España en aplicación de la ley hipotecaria española.
Desde el punto de vista bursátil el IBEX 35 hizo un mínimo el 24 de septiembre de 2002 cuando cayó hasta los 5.390,90 puntos iniciando una subida que llegaría a su máximo el 8 de noviembre de 2007 alcanzando los 15.945,70 puntos, máximo histórico que sigue sin ser superado a día de hoy.

## Introducción
El principal síntoma de la burbuja inmobiliaria fue el incremento anormal de los precios muy por encima del IPC y de las rentas, incrementos que se explican principalmente recurriendo a factores externos, como la falta de suelo edificable, los beneficios fiscales concedidos a la adquisición de viviendas, la inmigración, la especulación y la recalificación de suelos, así como el exceso de crédito.
La burbuja inmobiliaria tuvo su inicio en 1997. El Banco de España explica que el origen de la escalada de precios se encuentra, en parte, en el anterior boom inmobiliario que terminó en 1991 con «una excesiva corrección». Como consecuencia, el Banco de España habla de «la existencia de una cierta infravaloración de este activo en la segunda mitad de la década de los noventa». Hay quien sostiene que tuvo su inicio en 1985, coincidiendo con la incorporación de la generación nacida durante el baby-boom al mercado de trabajo, lo que aumentó la demanda de compradores de vivienda, impulsando los precios de la vivienda al alza que se llegaron a multiplicar por dos, en términos reales entre 1985 y 1991.
El periodo se prolongó hasta agosto de 2007, manifestándose principalmente en una elevación sostenida de los precios superior al 10% anual y llegando en algunos años hasta cerca del 30% anual según ponen de manifiesto los informes elaborados por el portal inmobiliario español Idealista.com. La burbuja inmobiliaria en España explica el comportamiento reciente del mercado inmobiliario en España, ofreciendo una previsión de su evolución futura.

Algunos miembros del primer gobierno socialista de Rodríguez Zapatero, señalaron a la burbuja inmobiliaria como el elemento diferencial de la crisis económica en España y la principal causa de las elevadas cifras de paro, especialmente juvenil, y del abandono escolar.

### El «pinchazo» de la burbuja
El resultado de la explosión de la burbuja fue una brusca caída de la demanda y de los precios, que según la APCE empezó en diciembre de 2007 y que aún continuaba en 2011, con caídas en la demanda superiores al 40%, y en 2012, cuyo primer trimestre registró la mayor caída del precio de la vivienda de toda la democracia hasta entonces. Todo ello provocado por la incapacidad del mercado para absorber la enorme oferta de vivienda construida y vacía disponible.
Este cambio de ciclo inmobiliario español tuvo lugar por factores internos y externos: por un lado, la falta de liquidez del sistema financiero, causada por la crisis de las hipotecas subprime en Estados Unidos en agosto de 2007, y por otro, por el deterioro interno de la economía española, la falta de financiación y el agotamiento del modelo de crecimiento (basado en la construcción), al reducirse los retornos de la inversión (provocando la salida del mercado de los especuladores) y contenerse el crédito. En julio de 2011, la vivienda había perdido ya un cuarto de su valor desde máximos de 2007, cayendo su precio por metro cuadrado un 25% desde entonces, con una tendencia a la baja de la evolución del precio en el corto y medio plazo. Algunos autores como Borja Mateo y consultoras como R.R. de Acuña & Asociados, vaticinaron caídas importantes en el precio de la vivienda durante varios años.
Esta tendencia se confirmó en el I Trimestre de 2012, según los datos dados a conocer por el INE el 14 de junio de 2012, ya que el IPV (Índice de Precios de la Vivienda) de ese trimestre reflejaba la mayor caída de precios de toda la democracia (la vivienda libre se abarató de media un 12,6% en el primer trimestre de 2012 respecto al mismo periodo del año anterior). Así, desde los máximos que alcanzó el índice del INE en el II Trimestre de 2007, la vivienda se ha abaratado en un 25,6%. Estos datos del I Trimestre de 2012 acentúan el descenso del 11,2 % con el que terminó 2011, y están muy encima de la caída de los precios de la vivienda registrada en 2008, cuando los pisos bajaron un 5,4% de media, en 2009, con una caída del 4,3%, y en 2010, con una bajada del 1,9%, según el INE.
Entre las causas de esta espectacular caída de los precios de la vivienda, los analistas señalan la falta de crédito por los problemas de solvencia del sistema bancario español y el aumento del paro (y el miedo a perder el trabajo que va unido a él), que hace que pocas personas quieran arriesgarse a adquirir una vivienda o cambiar de residencia.
Por otro lado, la mayoría de los expertos señalaron que hasta que las entidades financieras no lograsen dar salida a las ingentes reservas de viviendas y de suelo que poseen (a causa de los impagos de las hipotecas y de los créditos fallidos a constructores y promotores, lo que las ha convertido en las grandes inmobiliarias del país) no se superaría la crisis.

## La existencia de la burbuja
Durante los años de la generación de la burbuja inmobiliaria no existió acuerdo unánime entre los analistas acerca de si realmente existía o no tal fenómeno especulativo. Varias razones explicaban la falta de este acuerdo. Actualmente disponemos de varios procedimientos que permiten dilucidar con más exactitud la existencia de una burbuja especulativa.
Aunque no exista una definición exacta de lo que es una burbuja especulativa cabe advertir, en el caso de la burbuja en España, que se dieron unas grandes diferencias entre el incremento medio del IPC y los sueldos (de un 3 %) y las subidas anuales del precio de la vivienda de hasta un 17%. Es decir, la vivienda se encarecía 6 veces más rápido que los sueldos y el IPC medio.
En agosto de 2007 estalló la burbuja inmobiliaria de los Estados Unidos, a raíz de la crisis de las hipotecas subprime o hipotecas basura. Poco después el Instituto Nacional de Estadística español anunció una fuerte bajada de la compraventa de viviendas (un 27% en el primer trimestre de 2008) y de la contratación de hipotecas (un 25% en enero de 2008), por lo que ahora se considera ese momento el de la explosión de la burbuja española.
Las asociaciones de constructores, principales beneficiarios del alza de precios, solían negar la existencia de la burbuja, calificándola de «mito» interesado, al igual que otros sectores directamente vinculados al negocio de la construcción, para los cuales no existió una burbuja, sino un simple «boom inmobiliario». Por su parte, los sectores en desacuerdo con la coyuntura económica, más vinculados a los consumidores, principales afectados por el alza de precios y las dificultades de acceso a la vivienda, insistieron en valorar los mismos datos en sentido contrario, lo mismo que otros colectivos orientados a la crítica social y el ecologismo.
En este sentido es importante tener en cuenta que las propias expectativas sobre la evolución futura de un mercado influyen en el comportamiento real del mismo. Es decir, si muchos potenciales compradores estiman que está próxima una futura caída de los precios, pueden optar por esperar a que ésta ocurra para comprar. Eso provocaría que se redujera la demanda actual y, por lo tanto, que los precios realmente caigan. El mismo procedimiento tendría lugar a la inversa si lo que se espera es un incremento.
Por otro lado, la opacidad que caracteriza el mercado de la vivienda en España impidió hacer valoraciones exactas de la situación: como más abajo se verá, una misma entidad enviaba mensajes de calma y alarma al mismo tiempo, las estadísticas nunca fueron sistemáticas y se caracterizaban por la dispersión, cuando no eran simplemente contradictorias, permaneciendo parte del negocio inmobiliario oculto al fisco, al moverse en parte con dinero negro o en forma de sobornos. En ese sentido, algunos especialistas denunciaron incluso una campaña de opacidad y ocultamiento de los medios de comunicación que, basándose en intereses económicos, habrían evitado mencionar la verdadera naturaleza del auge del precio de la vivienda
En todo caso, en los primeros meses del año 2008 la fuerte desaceleración del mercado de la vivienda en España ya permitía hablar a algunos economistas (como Alan Greenspan, exgobernador de la FED) de una burbuja especulativa y de su estallido, En ese mismo sentido, en abril de 2008 los propios constructores y promotores reconocían que habían «subido mucho los precios y (...) expulsado a los consumidores del mercado», reconociendo implícitamente una sobrevaloración de los activos inmobiliarios. dibujando un panorama sombrío para el sector y, por ende, para toda la estructura económica española. En el año 2009 ya nadie ponía en duda que una enorme burbuja inmobiliaria especulativa había estallado en todo el mundo, sintiéndose con especial virulencia en España, que se ha visto por ello inmersa en una profunda recesión económica.
Según un cable de 2005 de la embajada estadounidense en Madrid, ya entonces podían advertir los síntomas de una sobrevaloración muy considerable, citando como causas de ella la inexistencia del contrapeso del mercado del alquiler debido a una legislación desfavorable -que era poco probable que cambiara debido a presiones internas en los principales partidos, según indicaba el mismo cable. También especuló con éxito sobre que, cuando la burbuja estallara y la situación financiera se recrudeciera, el gobierno que estuviera en el poder convocaría elecciones anticipadas.

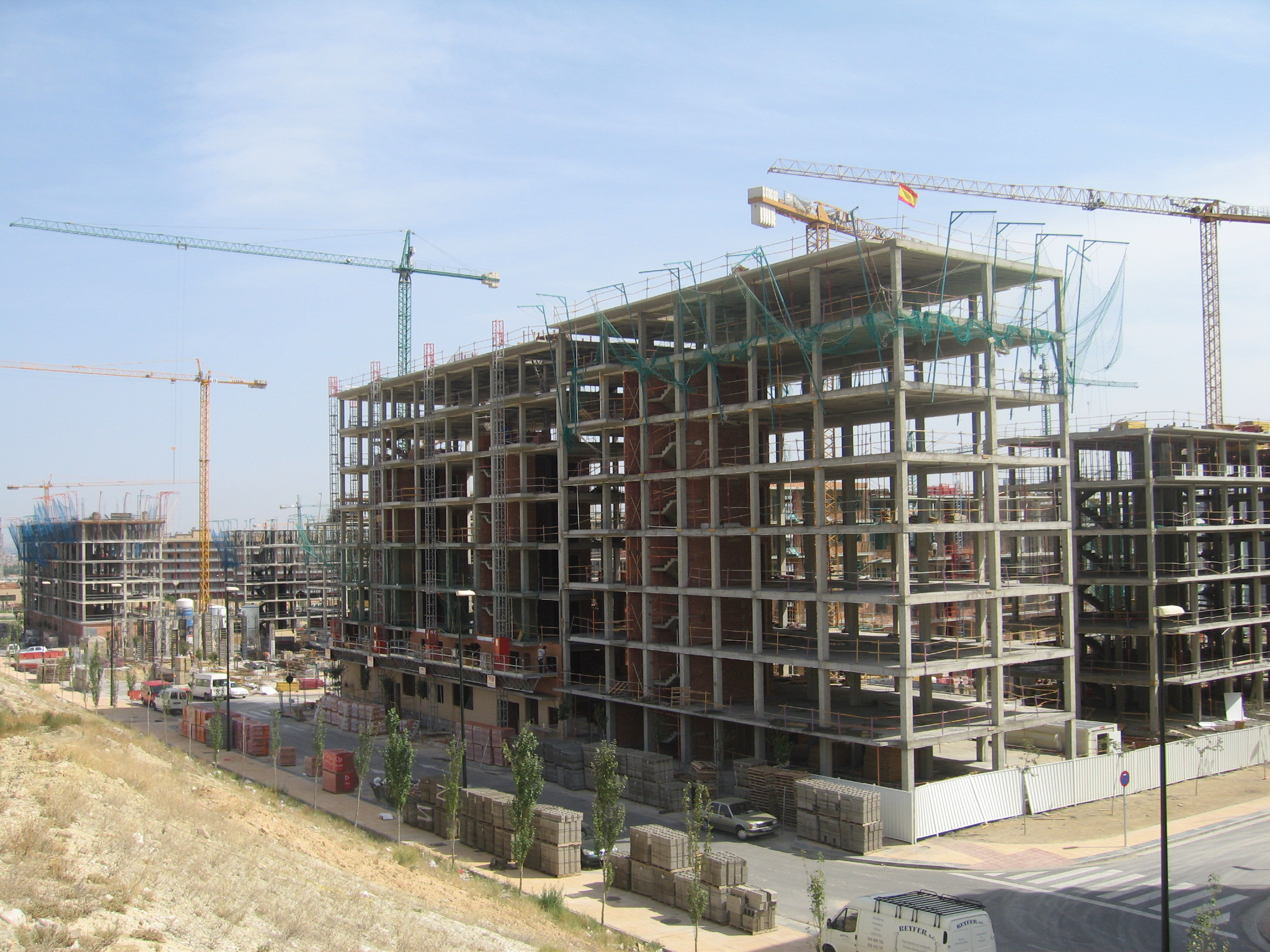
Estructuras en Zaragoza.

### Valoraciones generales de la situación
Si bien los datos sobre el mercado inmobiliario fueron en su día aceptados, como veremos, por los diferentes actores, no siempre existió acuerdo en la valoración que se hace de tales datos. El mismo Banco de España rechazó la idea de que se tratara de una burbuja especulativa:

Los resultados de los trabajos llevados a cabo sobre el mercado de la vivienda no apoyan, según el Banco de España, las hipótesis de equilibrio o burbuja, sino que tienden a reforzar la conclusión de que la situación del mercado inmobiliario español se caracterizaba a finales de 2004 por una sobrevaloración de la vivienda compatible con una absorción gradual de la discrepancia encontrada en entre los precios observados y los explicados por sus fundamentos de largo plazo.

Sin embargo, los informes oficiales de esa entidad también reconocieron una sobrevaloración de activos inmobiliarios, y ya en el año 2002 alertaba sobre una posible depreciación de la vivienda. García Montalvo publicó en 2003 uno de los primeros artículos sobre la formación de una burbuja inmobiliaria en España.
Quienes negaron la existencia de una burbuja especulativa, y a lo sumo aceptaron una pequeña sobrevaloración de activos, argumentaron el buen estado de la economía española, los datos de empleo y crecimiento sostenido, y las tasas de morosidad muy bajas, atribuyendo el aumento de precios a la presión de la demanda.
En el otro extremo de la balanza se situaron las críticas de quienes estimaron que se estaba ante una burbuja inmobiliaria de consecuencias impredecibles:

Se está gestando pues desde hace ya unos años una mastodóntica burbuja [inmobiliaria] especulativa que ha sido caracterizada por The Economist (18-6-05) como el mayor proceso especulativo de la historia del capitalismo.

En general, desde las posiciones críticas se afirmó que la dependencia de la economía española de la industria de la construcción, así como el endeudamiento excesivo, podía provocar a la larga una recesión económica, en especial por culpa del alza de los tipos de interés, que erosionaría el consumo interno y aumentaría la tasa de paro y de los índices de morosidad, provocando, finalmente, una devaluación de los activos inmobiliarios.

## Cifras

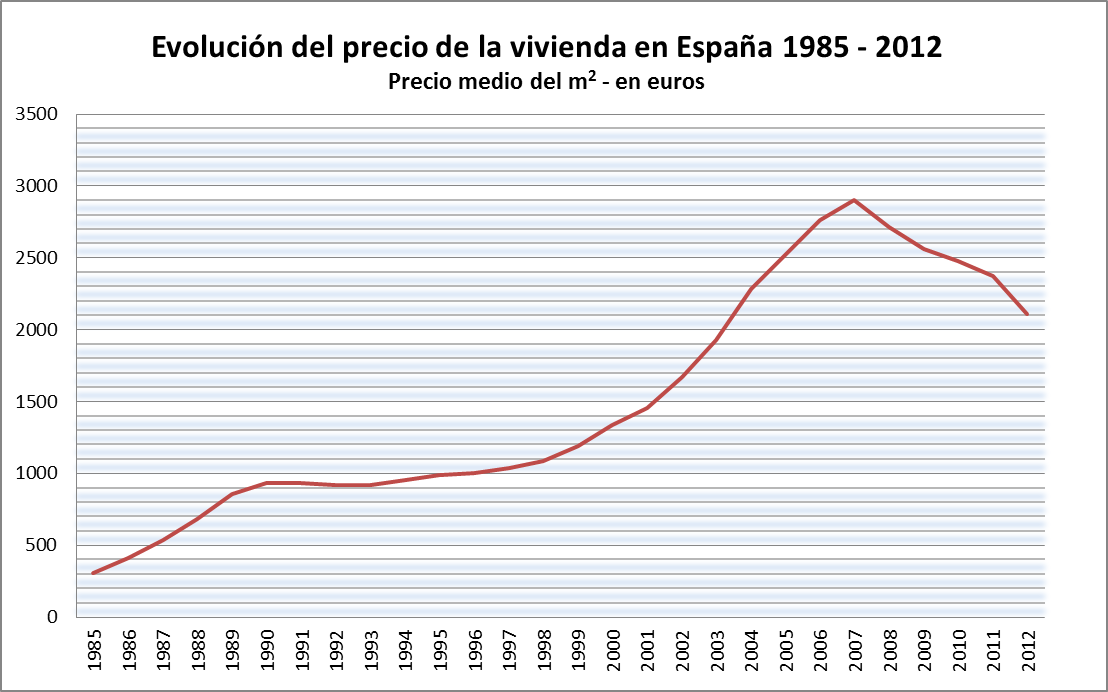
Evolución del precio de la vivienda en España 1985-2012. La burbuja inmobiliaria en España más importante comenzó en 1997 y duró hasta 2007 cuando la vivienda alcanzó su pico de precios, entonces estalló la crisis inmobiliaria española 2008-2013 provocando una crisis económica, social e institucional en España.

### Precio y número de viviendas construidas
Según los informes del Banco de España entre 1976 y 2003 el precio de la vivienda en España se ha duplicado en términos reales, lo que significa, en términos nominales, una multiplicación por 16. Esto sitúa a España en el tercer o cuarto puesto de la OCDE en crecimiento del precio de la vivienda. Según el Banco de España, en el periodo 1997-2006 el precio de la vivienda en España se había incrementado alrededor de un 150% en términos nominales, lo que corresponde con un 100% en términos reales El precio máximo se alcanzó al final de la burbuja, en 2007; en ese momento comenzó el descenso en el precio de la vivienda en España. Según el INE, en el primer trimestre de 2013 el precio bajó un 6,6% de media y en tasa interanual -respecto al primer trimestre de 2012-, un 14,3%.
Para el economista José García Montalvo el precio de la vivienda en España tiene que ajustarse todavía un 35,4% en los próximos años. Montalvo argumenta que a la vista del dato del PER (ratio del precio de compra y renta disponible que debe estar sobre los 4 años), que en el primer trimestre de 2013 todavía estaba en 6,2 años, los precios deberían bajar un 35,4% más para recuperar los niveles de PER de largo plazo (per 4). Esta bajada habría que sumarla a la efectuada desde 2007 e implicaría una caída total entre el pico máximo de dicho año 2007 y el valle de un 53,3%.
En cuanto al número de viviendas iniciadas, otro informe de la misma entidad indica que entre 1999 y 2001 se habían iniciado más de medio millón de viviendas al año, y el número no ha dejado de aumentar. Entre los años 2000 y 2005 se proyectaron en torno a unas 800 000 viviendas anuales de las que se construyeron unas 300 000 al año. Concretamente, según los visados expedidos por el Colegio de Arquitectos, durante 2003 se proyectaron 700 000 viviendas, en 2004 en torno a 500 000, y en 2005, 800 000. En 2006 se visaron más de 800 000 viviendas.
Sin embargo, hay que recordar que no todas las obras visadas acaban construyéndose. Se estima que entre el visado y la finalización de la obra puede pasar un plazo de dos años. Según los datos publicados por el Ministerio de Vivienda, solo parte de las mismas se terminaron. En concreto, 525 331 viviendas en el 2003, 586 092 en el 2004 y 612 066 en el 2005.
Al mismo tiempo, se debe considerar el hecho de que solo parte de las viviendas terminadas llegan a venderse, ya que en el 2004 se vendieron un total de 295 000 y en el 2005, unas 336 000 viviendas nuevas, lo que indicaría una acumulación de viviendas nuevas. Significativamente, el parque de viviendas vacías en España era en 2005 de 3,35 millones, lo que supone un 14% del total.
Existió, por tanto, un relativo acuerdo a la hora de cuantificar tanto los precios como el número de viviendas construidas. Ese acuerdo no se trasladó a su valoración.

### Endeudamiento inmobiliario

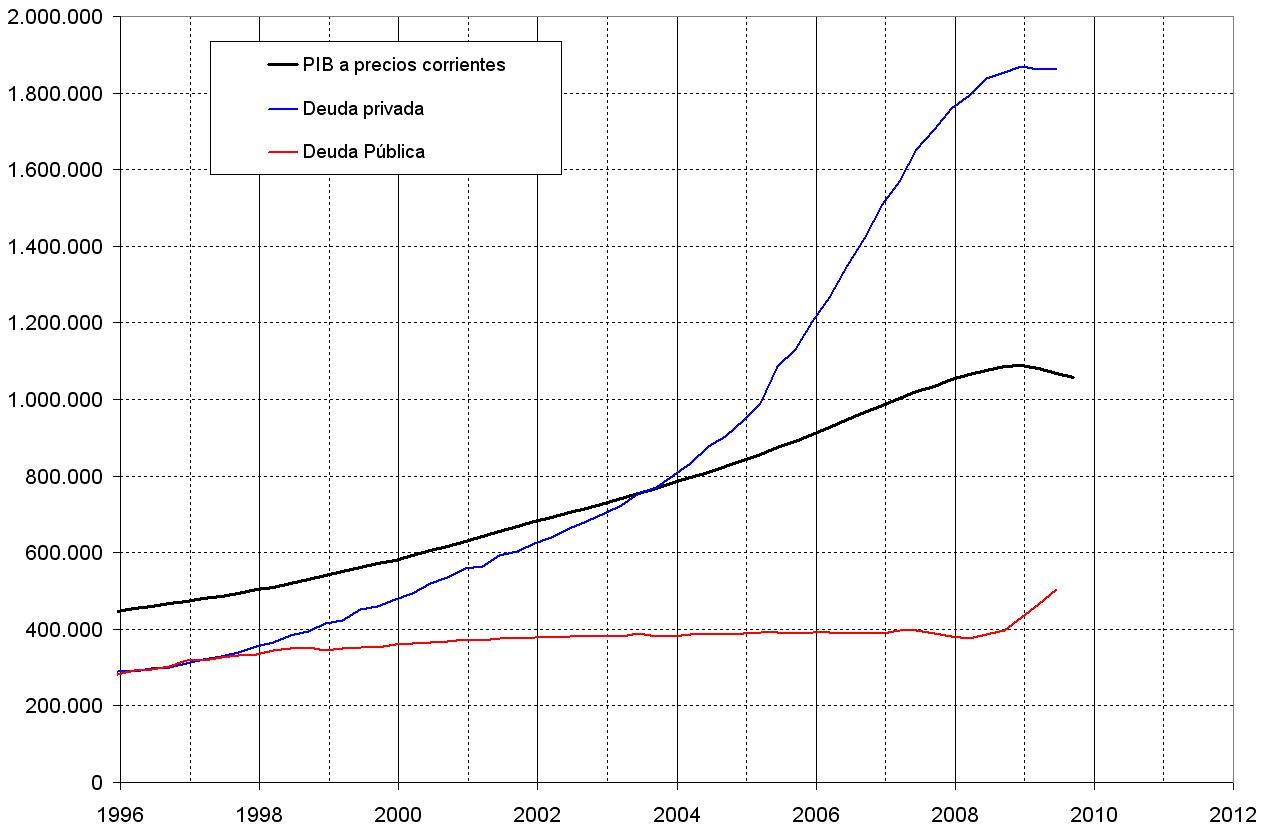
La burbuja inmobiliaria se alimentó del crédito al sector privado (particulares y promotores), lo que conllevó un incremento significativo de la deuda privada (azul) que se detuvo con la crisis financiera internacional, dando fin al proceso especulativo.

Uno de los principales efectos de esta situación es el crecimiento de la deuda de los hogares. Dado que de ordinario la compra de vivienda, sea para habitar o sea para invertir, se realiza a partir de préstamos hipotecarios, el aumento del precio implica un aumento de deuda. El endeudamiento de los españoles se triplicó en menos de diez años. En el año 1986 suponía un 34% de la renta disponible, en 1997 pasó a un 52% y en 2005 llegó al 105%. En el año 2006 una cuarta parte de la población estaba endeudada a más de 15 años. De 1990 a 2004, la duración media de las hipotecas se incrementó de 12 a 25 años. El propio Banco de España informó que el ahorro de las familias en el año 2006 ha sido desbordado por la deuda.
De hecho, el Banco de España ha alertado, año tras año, acerca del elevado endeudamiento de los hogares españoles, que según la institución, resulta insostenible. La deuda de particulares alcanzaba los 832 289 millones de euros a finales de 2006, con un crecimiento del 18,53% interanual.
También alertó el Banco de España acerca del excesivo endeudamiento de la industria de la construcción.
El presidente de las Cámaras de Comercio de España, Javier Gómez Navarro, afirmó en un acto organizado por la Asociación de Periodistas de Información Económica, que las entidades "nunca recuperarán" el 30% de la deuda contraída con el sector inmobiliario. Según el Banco de España, esa deuda asciende a 325.000 millones de euros y hasta diciembre de 2009 había 96 824 millones en créditos dudosos.
El presidente de las Cámaras lamentó que el sistema financiero español no admitiera desde un principio el impacto de la crisis en sus activos, y corresponsabilizó al Banco de España de ello: «En España nunca se ha querido reconocer que el sistema financiero estaba tocado, lo que hubiera obligado a capitalizar los bancos. La política hasta ahora ha sido ganar tiempo, para ir provisionando, pero el tiempo se está agotando».

## Causas
Desde diferentes instancias se trató de explicar el incremento de precios, de número de viviendas y el aumento del endeudamiento durante el periodo 1998-2007. Algunas de esas causas son internas, propias de la coyuntura económica y social española. Otras hay que relacionarlas con la situación económica mundial.
El Banco de España, en sucesivos informes, así como otras instituciones de análisis, explican la situación a partir de los siguientes condicionantes:

### Factores macroeconómicos (liquidez)
Una burbuja inmobiliaria no se puede explicar sin la aportación masiva de liquidez, dinero para las nuevas hipotecas. Por otra parte, unos intereses históricamente bajos para España por su entrada en el euro explican la capacidad del sistema para subir los precios (la gente podía pagar más). Estos dos factores son piezas indispensables en una burbuja inmobiliaria.
El exceso de liquidez procedía de diversos factores:
- Por un lado la facilidad con la que los bancos daban hipotecas y créditos a empresas y particulares. La deficiente gestión del riesgo de impago y el laxismo de las autoridades de control (Banco de España) facilitan este mecanismo. Este mecanismo es parecido a lo que pasó en Estados Unidos con la 'subprime'.
- La capacidad para conseguir capital de manera casi ilimitada por parte de los bancos, necesario para poder ofrecer nuevas hipotecas. Las políticas monetarias de los grandes bancos centrales facilitaron esta expansión crediticia (que es lo mismo que liquidez).

### Factores demográficos

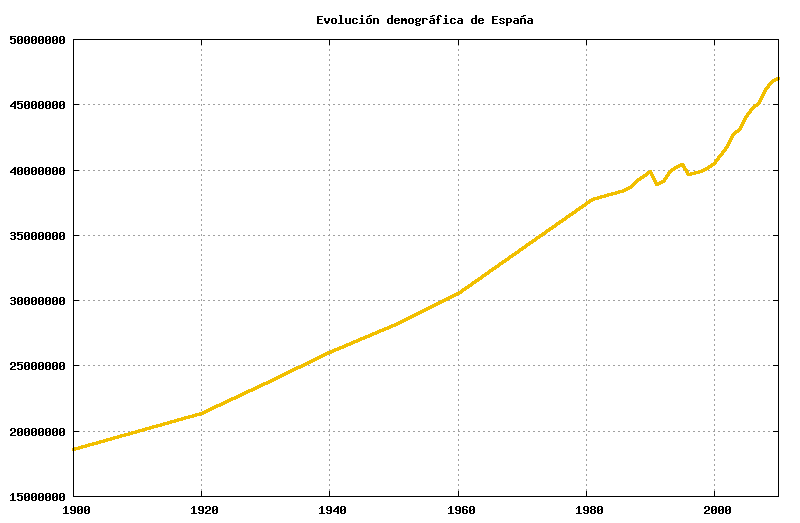
Evolución demográfica de España entre 1900 y 2005.

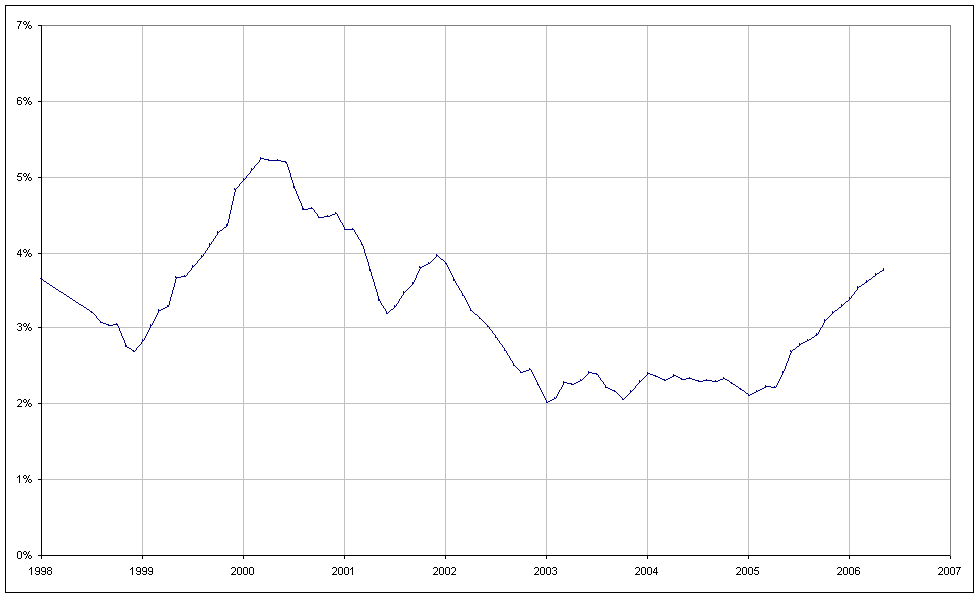
Evolución del euríbor a un año entre los años 1998 y 2006.

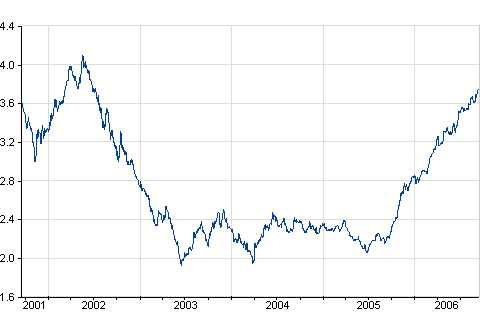
Detalle de la evolución del euríbor a un año entre los años 2001 y 2006.

Varios factores de tipo demográfico explican el tirón de la demanda de vivienda en los últimos años. La población extranjera en España pasó de 499 773 (294 726 europeos y 205 047 no europeos) en 1995 a 1 159 060 (449 881 europeos y 659 179 no europeos) en el año 2001.
La población inmigrante en España sufrió un espectacular crecimiento entre 1998 y 2006, pasando de 637 085 (1,60% de la población) a 4 482 568 (9,93% de la población), siendo la tercera tasa de inmigración más alta del mundo. Al mismo tiempo, la tasa de natalidad española sufrió un descenso notable a mediados de los años setenta. Toda la generación que nació en ese momento, según indica el Banco de España, alcanzó la edad de emancipación a lo largo de la década de los noventa, incrementando así la demanda de vivienda. En concreto, el Banco de España calculó en 2002 una presión sobre la demanda de 600 000 jóvenes por año. Otros factores demográficos a tener en cuenta para explicar el incremento de la demanda de vivienda son el crecimiento del número de divorcios (con un incremento del 79% anual en el periodo 1993-2003) la demanda residencial turística (1 500 000 de personas en 2003) y la demanda generada por la segunda residencia (3,6 millones de segundas residencias en 2003, lo que supone 1 de cada 11 españoles). También se señala, desde el Banco de España, que el número de miembros por hogar se ha reducido, así como la esperanza de vida ha aumentado, incrementado el número de hogares por habitante.
Algunos especialistas, como García-Montalvo, explican que factores como la demografía tienen clara influencia pero no explican por sí solos la subida de precios sin otros muchos factores.
En 2012 el número de nacimientos se redujo por cuarto año consecutivo al descender un 3,9%. La edad media a la maternidad aumentó hasta 31,6 años y el número medio de hijos por mujer bajó a 1,32. Durante el año 2012 fallecieron en España 405.615 personas, lo que supuso un 4,6% más que en el año anterior. Se trata del mayor incremento anual de la década.

### Factores económicos y financieros
La última década del siglo XX terminó con un periodo de bajo endeudamiento de los españoles, al menos en relación con el resto de los europeos [cita requerida]. A ello se le suma el espectacular abaratamiento de los tipos de interés y del euribor a niveles históricamente bajos (véase gráfica) por debajo de la inflación. Por otro lado, en España ha existido una fiscalidad que favorece la compra de vivienda con desgravaciones en el IRPF (estimándose que tales beneficios fiscales permiten el acceso a viviendas más caras, entre un 15 y un 22%,) mientras que el alquiler careció de ayudas durante ese periodo.
Otros elementos son el incremento de la renta por habitante y el mantenimiento de niveles de empleo muy altos, sumados un crecimiento económico sostenido, si bien los incrementos salariales han sido más que moderados. El Banco de España lo explicaba así en 2002: 

En los últimos años, la moderación salarial se ha traducido en un crecimiento medio de los salarios reales sostenido, pero modesto, cuando se compara con el registrado en la anterior fase expansiva de 1986 a 1991. Sin embargo, el empleo ha aumentado de manera notable, lo que ha permitido reducir significativamente la tasa de paro entre la población juvenil.

Por otra parte, es importante señalar que frente, a la revalorización de la vivienda (más del 10% anual en el periodo álgido), la rentabilidad de las bolsas y fondos de inversión ha sido baja. La Banca, por su parte, amparándose en la coyuntura económica (en especial, el tipo de interés bajo y la morosidad reducida), dispuso todo tipo de productos hipotecarios, a plazo cada vez mayor (en 2007 comenzaron a ofrecerse hipotecas a 50 años).
También desde el punto de vista financiero, se señala la existencia de un "exceso de capital" procedente de diversas fuentes (instituciones, fondos de inversión privada, empresas públicas, sociedades limitadas, inversores de capital riesgo, fondos de cobertura, agrupaciones privadas e individuos), en busca de productos de inversión. Asimismo, es destacable la influencia de la entrada de España en el sistema euro, lo que supuso el afloramiento de dinero negro en busca de inversión antes del 1 de enero de 2002. Pese a que la entrada de la nueva moneda debería haber significado la desaparición de buena parte de ese capital, cinco años después no solo no había desaparecido sino que se había incrementado. De hecho, el pago con dinero negro afectaría al 60% de las transacciones inmobiliarias en España. También es habitual la falta de control sobre la vivienda protegida, que no pertenece al mercado libre durante un periodo estipulado, pero que se vende sin que las autoridades hagan las correspondientes inspecciones.
La malas inversiones y previsiones de un tercio del sector financiero español tuvo que ser rescatado. El FROB actuó como fondo de rescate y en su informe de diciembre de 2019, contabilizando las ayudas del FROB, Fondo de Garantía de Depósitos (FGD) y la Sareb, señala que se han gestionado procesos de rescate de entidades del sistema bancario que representaban el 38,3% del total de depósitos cubiertos en las siguientes entidades con los importes en millones de euros: Bankia (22.424), Caixa Catalunya (Catalunya Banc) (12.599), Caja de Ahorros del Mediterráneo (12.474), NovaCaixaGalicia (9.404), Banco de Valencia (6.103), Caja Castilla-La Mancha (4.215), Sareb (2.192), Unnim (1997), BMN (1.645), Banco CEISS (1559), Cajasur (1.192), Banca Cívica (977), Caja3 (407), Banco Gallego (245) y Liberbank (124).

### Factores normativos y estructurales
Se señala que las sucesivas regulaciones en materia de suelo, alquiler y competencias urbanísticas han contribuido de manera decisiva en el desarrollo del mercado de la vivienda. Se ha reducido el porcentaje de suelo que los promotores deben ceder a los ayuntamientos, y se ha declarado suelo urbanizable todo suelo no protegido. Por otro lado, se ha intervenido en el mercado del alquiler, eliminando los contratos indefinidos y las desgravaciones, todo ello sin establecerse medidas claras para la protección del arrendador (que consagra un inadecuado y largo sistema procesal que dificulta los derechos del propietario y le deja indefenso ante el impago del inquilino).
Otro elemento importante ha sido la falta de financiación de los entes locales (principalmente los ayuntamientos), lo que unido a las amplias facultades de los mismos para organizar el territorio ha llevado a que las haciendas locales se financien en buena medida gracias al mercado de la construcción, hasta tal punto que se han hecho llamamientos desde la industria de la construcción para reformar la ley de financiación de los entes locales. La potestad de los ayuntamientos de decidir de forma arbitraria qué suelo es urbanizable y qué suelo no lo es da lugar también a una extendida corrupción urbanística. Los ayuntamientos hacen que la oferta de suelo urbanizable sea artificialmente escasa, elevando su precio. En cuanto a los programas de VPO (Vivienda de Protección Oficial o subvencionada por las administraciones públicas con fines sociales) se redujo significativamente su número y alcance en la etapa 1996-2004.
Finalmente, es algo generalmente aceptado que los costes de la construcción no explican el incremento de precios, al no haberse incrementado apenas en el periodo: de hecho, hasta 2003 los costes de la construcción habían sufrido una bajada interanual del 0,8% en términos reales, en contraste con la sostenida subida del precio de la vivienda.

### Factores sociales
Según algunos análisis, en España existe una tendencia social a la propiedad inmobiliaria. La tasa de propietarios con respecto a alquilados es del 80-85% la más alta de Europa tras Irlanda (la media europea es del 61%). Es difícil estimar si esa tendencia es producto de factores culturales o simplemente una consecuencia de los beneficios fiscales que supone la compra y del deficiente mercado del alquiler, así como su elevado precio: los alquileres suben en España un 4,1% anual (frente a una media europea del 1,6%, que en la eurozona no pasa del 1,3%)

### Factores externos

El incremento internacional de precios de la vivienda: el caso de Francia, para los precios de compra en relación con la renta disponible.

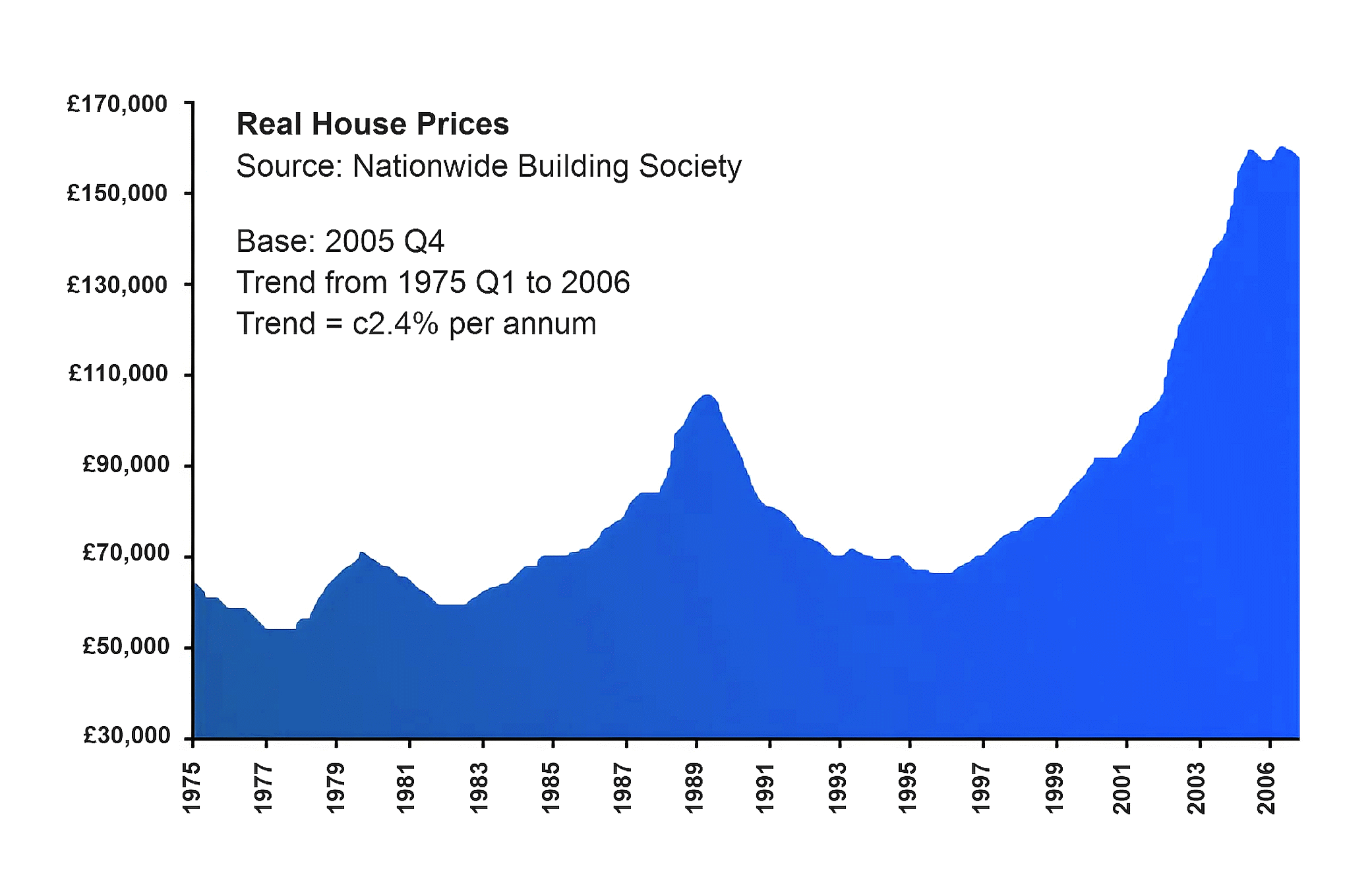
El incremento internacional de precios de la vivienda: el caso de Gran Bretaña, para los precios de compra.

Desde diversas instancias se viene advirtiendo que el incremento del precio de los bienes inmuebles no es exclusivo de España. Más bien al contrario, todos los países industrializados presentan un crecimiento anormal de los precios desde 1998. Quienes afirman que España se encuentra inmersa en una burbuja económica advierten que esa burbuja es global. Para ello se apoyan, entre otros argumentos, en diversos informes de la Reserva Federal norteamericana (FED) y de la OCDE que reflejan un incremento del precio de los bienes inmuebles en prácticamente todos los países industrializados, con las excepciones de Alemania, Japón y Suiza. En paralelo a ese crecimiento, se habría desarrollado también una burbuja crediticia, favorecida por los bajos tipos de interés que se han establecido en las principales economías del mundo.
El origen de esa situación, según ciertos analistas, estaría, por un lado, en el estallido de la burbuja.com a finales de los años 90, que habría provocado una masiva fuga de dinero buscando rentabilidades seguras, y por otro, en la sistemática bajada de los tipos de interés tras los atentados del 11 de septiembre de 2001.

### El factor de la especulación
Sin que exista un reconocimiento expreso por parte de las autoridades económicas, diversos analistas han establecido que entre los motivos principales de la burbuja inmobiliaria hay que contar la entrada masiva de pequeños inversores que, al calor de beneficios sostenidos superiores a los dos dígitos anuales, habrían entrado en el mercado de la compraventa, sea como simple inversión (desde comprar sobre plano hasta adquirir una obra ya acabada, para luego vender más caro) o como modo de acceder a una vivienda de mejor calidad (mediante hipotecas puente). Los bajos tipos de interés (inéditos en España hasta la entrada en el euro) y la baja rentabilidad de otras inversiones, así como la facilidad en la obtención del crédito, habrían actuado como acicate de esa situación, provocando sobreoferta y agotamiento de la demanda en plena fase expansiva de las empresas constructoras, que no pudieron detener la producción a tiempo, debido al régimen de largo plazo con que trabaja el sector.
Por añadidura, las sociedades de tasación contribuyeron a esta espiral especulativa sobrevalorando gran cantidad de inmuebles. A raíz de la crisis económica, han quedado al descubierto grandes carencias en algunas de estas sociedades, únicas autorizadas para realizar tasaciones para solicitud de créditos hipotecarios, debido a que sus técnicos, en general autónomos que cobran un pequeño porcentaje de los honorarios de cada tasación realizada para dichas sociedades, muchas veces con poca experiencia y con muy escaso asesoramiento por parte de las mismas, pueden ser manipulados por las sociedades de tasación, que a su vez, cuando no están vinculadas a los bancos, tienen una gran dependencia de las entidades financieras, que son las que les proporcionan la mayor parte de su trabajo, y a las que les puede interesar una valoración al alza de los inmuebles para elevar el importe de los créditos concedidos y, consiguientemente, de los beneficios en concepto de intereses.
Con la publicación del patrimonio de los parlamentarios en septiembre de 2011, salió a la luz que la práctica totalidad de ellos han invertido en vivienda, llegando algunos a tener incluso más de 20 bienes inmuebles, lo que explica en parte la falta de regulación de la especulación inmobiliaria en este sentido.

## Consecuencias sociales y ecológicas; medidas políticas
Si bien la Constitución española garantiza en su artículo 47 el acceso a una vivienda digna y ordena a los poderes públicos evitar la especulación del suelo, y a pesar de la relajación en las condiciones para la adquisición de préstamos hipotecarios y del aumento de unidades residenciales puestas a la venta, los precios elevados han impedido durante el período 2008-2013 el acceso a la vivienda a una parte importante de la población incluso en régimen de alquiler, especialmente la que por su edad no pudo adquirirla antes del comienzo del ciclo alcista.
El informe anual sobre los jóvenes en España del año 2006 establece que el 51% de los españoles de entre 18 y 34 años vive en el domicilio familiar, y el 47% en su propia casa (alquilada, comprada o compartida). Según el mismo organismo, en el año 2003 el precio medio de la vivienda para el tramo de edad comprendida entre los 18 y 24 años supera en un 210% el precio máximo tolerable, y para las mujeres un 10% más, debido a la diferencia salarial media
Otro fenómeno que ha aparecido durante este periodo es el mobbing inmobiliario, en especial contra inquilinos de renta antigua, a quienes los caseros hostigan para que abandonen el inmueble con objeto de obtener plusvalías con él.
Pese a todo, el parque de viviendas vacías en España era en 2005 de 3,35 millones, lo que supone un 14% del total, la tasa más alta del mundo
Por otro lado, la enorme superficie urbanizada entre los años 1987 y 2006 significó el aumento en más de 1 millón de hectáreas de la superficie artificial (con una tasa entre los años 2000 y 2006 doble que en los años anteriores). En el Informe de 2010 del Observatorio de la Sostenibilidad en España se estimaba que la urbanización era la mayor amenaza para la biodiversidad en el país.

### Medidas propuestas por las autoridades
El Ministerio de la vivienda, tan pronto como llegó al poder el gobierno socialista en el 2004, desechó la idea de llevar a cabo sus promesas electorales de crear 800.000 viviendas (incluyendo en esta cifra los alquileres que se pudieran producir durante su legislatura).
Desde el gobierno se lanzó la idea de crear "minipisos" bajo el eufemismo de "soluciones habitacionales", lo que fue ampliamente criticado por el Partido Popular en la oposición
El Gobierno Central tampoco aumentó los impuestos sobre las viviendas deshabitadas o a las segundas viviendas que habían prometido, y que era considerado necesario en estudios de varias universidades. Otras administraciones que habían hecho promesas similares, como el Ayuntamiento de Madrid en el año 2004, también las incumplieron.
La idea de sacar las viviendas vacías al mercado mediante presión fiscal se ha abandonado y en su lugar se pretende sacarlas como viviendas en alquiler, modificando para ello la legislación. Según algunos analistas, esto puede provocar que los inversores compren viviendas para posteriormente alquilarlas, dificultando aún más el acceso a la vivienda en propiedad; desde otros sectores se indica que aunque se produjera un enriquecimiento de dichos inversores la consecuencia sería la bajada de los precios de la vivienda en alquiler, por lo que el beneficio social sería superior.
El llamado “Plan de Choque” del gobierno socialista que ganó las elecciones en 2004 se limita a aumentar en 79.000 el número de viviendas protegidas. Los propios responsables del Ministerio de vivienda reconocen que esto no solucionará el difícil acceso de los ciudadanos a la vivienda. Por otra parte, está en duda la inutilidad o eficacia de una mayor creación de vivienda de protección oficial (VPO) para el descenso del precio de la vivienda, toda vez que se han detectado fraudes e irregularidades en sus mecanismos de planificación, construcción, adjudicación y venta.
En las comunidades que no existe una regulación efectiva de la vivienda protegida se está vendiendo y comprando la VPO a precios de mercado, suponiendo una importante fuente de blanqueo de dinero negro, haciéndola inefectiva como ayuda social. En otros lugares el mecanismo de la VPO ha resultado una solución adecuada que, a la vista de la crisis económica de 2008-2009, puede beneficiar a los municipios, los constructores y los consumidores.
Hay comunidades en que se ha dado una interpretación muy particular en cuanto a las soluciones políticas a aplicar ante la falta de Vivienda Protegida. Así, cabe destacar, por citar tan solo un ejemplo, la paradoja de que en la Comunidad de Madrid, gobernada por Esperanza Aguirre del Partido Popular desde el año 2001 los módulos de precios máximos que sirven de referencia a los promotores para vender los diferentes tipos de vivienda protegida han experimentado una continua y significativa subida en línea con la evolución del precio de la vivienda en el mercado libre. La última elevación de los mismos llevada a cabo por la Comunidad de Madrid para, en palabras de la actual consejera de Vivienda María Isabel Mariño, incentivar a los promotores inmobiliarios que construyan más vivienda protegida "ante la desaceleración que vive el sector" fue llevada a cabo el 4 de abril de 2008 encareciendo el precio de dichos módulos un 31% para las viviendas protegidas situadas en las zonas de Madrid capital, Alcobendas, Las Rozas, Majadahonda y Pozuelo (zona A), un 25% más en municipios como Alcalá de Henares, Alcorcón o Parla (zona B) y un 20% más en localidades como Cercedilla (zona C).

### Posiciones de los distintos partidos políticos
El 27 de septiembre de 2005, a raíz de una proposición de ley del Grupo Parlamentario de Izquierda Unida (España) IU-ICV sobre reformas en materia tributaria sobre viviendas desocupadas supuso un avance en el necesario cambio de legislación en la materia, aunque la proposición fue rechazada por abrumadora mayoría, principalmente, por existir discrepancias en torno a la polémica definición de lo que pudiera considerarse una vivienda deshabitada.
El Ministerio de Economía y Hacienda estudiaba en enero de 2007 el desarrollo del reglamento de la Ley Reguladora de Haciendas Locales para aplicar un recargo de hasta el 50% sobre el Impuesto sobre Bienes Inmuebles (IBI) sobre las viviendas que se encuentren desocupadas.
En esas fechas el Gobierno vasco y el catalán se planteaban la posibilidad de gravar las viviendas vacías con un canon. En el caso de Euskadi, la propuesta fue rechazada posteriormente en el Parlamento Vasco
Durante el debate electoral celebrado el 7 de noviembre de 2011 entre los candidatos del PSOE y el PP a la presidencia del Gobierno de España, Alfredo Pérez Rubalcaba y Mariano Rajoy, hablaron de pasada del sector inmobiliario para echarse en cara la responsabilidad de la burbuja inmobiliaria. Para Rubalcaba los bancos no prestan porque deben mucho y deben por causa de la burbuja inmobiliaria creada por el PP. Bajo su punto de vista fueron los gobiernos populares quienes alimentaron la especulación con la ley de liberalización del suelo de 1998.
Sin embargo, replica Rajoy, los años que más viviendas se iniciaron fueron 2006, 2005 y 2004, gobernando José Luis Rodríguez Zapatero, asegurando que el PSOE «no hizo nada contra la especulación y se ha limitado a echar la culpa a los demás».
El candidato socialista criticó que Rajoy quiera rescatar la desgravación por compra de la vivienda habitual o prorrogar el IVA superreducido al 4%, así como bajar el impuesto de transmisiones patrimoniales.

### Posibles soluciones
La Asociación Hipotecaria Española (AHE) (a fecha de agosto de 2010) defiende la continuidad del sector inmobiliario y no ve justificación en que se pare porque haya unas reservas de un millón de viviendas sin vender.
Desde la asociación creen que hay que hacer compatible las "reservas de cierta importancia" con las 300 000 viviendas que hacen falta todos los años, para que las que se pongan en marcha se levanten en los sitios en los que está la demanda, en muchas ocasiones, distintos de donde está la oferta actual. Su presidente, Santos González, explicó que no se puede pensar que ya se han hecho todos los inmuebles que hacen falta por el simple hecho de que haya cerca de un millón de viviendas sin vender.

«... Queremos entender que las reservas se van repartir porcentualmente en España, como si cogiera los jerseys de una tienda y se llevaran a otra, cuando las viviendas están hechas donde están hechas ... Así puso como ejemplo que si alguien quiere vivir en Cuenca, de nada le servirá que haya viviendas en venta en Toledo... Además, para el máximo representante de la AHE, siguen existiendo potenciales compradores de pisos que sencillamente no adquieren sus inmuebles al escuchar que los precios tienen que bajar "no sé qué barbaridad"...
En su opinión, hay inmuebles que están a mitad de precios, otros que se pueden seguir abaratando, pero también hay determinadas zonas en donde no han variado o han llegado ya al nivel óptimo para que sean adquiridos...Por eso criticó que se hable siempre de "precios medios", sin entrar en matizaciones de lo que cuestan las cosas en una ciudad, un pueblo, una calle, o incluso un determinado tipo de inmuebles...También reprochó que se haya demonizado al sector inmobiliario y a todo lo que suene a “ladrillo”...»
Santos González. Presidente AHE.

- El impulso fiscal a la rehabilitación en la mayoría de los casos irá dirigido a quienes ya tienen una casa y no a quienes necesitan adquirirla. El Partido Popular ha manifestado su apoyo a la bajada del IVA para arreglo de viviendas.[114]

- La eliminación de la deducción por vivienda en 2011 puede adelantar algunas decisiones de compra para seguir aprovechando esa ventaja fiscal.

- El aumento de dos puntos en el IVA general a partir del 1 de julio de 2010 (del 16% al 18%) y de tres puntos más a partir del 1 de septiembre de 2012 (del 18% al 21%) (véase Impuesto sobre el Valor Añadido (España)) puede no tener efecto ante las expectativas creadas artificialmente de que los precios van a seguir bajando: Si sigues pensando que la vivienda va a bajar un 30%, aunque suba el IVA 2 puntos (del 16% al 18%), creerás que seguirás ahorrando un 28,79%;[115] aunque suba 5 puntos (del 16% al 21%), creerás que seguirás ahorrando un 26,98%;[116] el IVA debería subir 49,71 puntos (del 16% al 65,71%)[117] para que no creyeras que te sale rentable esperar.

## Recorrido de la vivienda en España: periodo 1979-2015

### 1979-1985
El precio de la vivienda inicia una caída sostenida entre los años 1979 y 1982, que en términos reales (descontando la inflación) supone una caída del 35% en solo 5 años. Tras una recuperación en 1983 donde se produce un repunte positivo del 6%, el precio de la vivienda vuelve a bajar en 1985 a niveles del año 1982. Todo este proceso se produce en un contexto de deterioro económico tras la crisis del petróleo de 1973 que alcanzó de lleno a España, el paro cuyas cifras pasaron del 4,7% en 1976 hasta el 21,1% en 1985, así como la alta tasa de inflación derivada de la crisis del petróleo de 1979, donde el precio del petróleo se multiplicó por 2,7 desde mediados de 1978 hasta 1981.

### 1985-1992
El año 1985 fue especialmente duro para la construcción, pero, paralelamente al incremento de la actividad económica en 1986, hubo también una notable aceleración en la construcción. El consumo de cemento se incrementó un 10,2% en comparación con el año anterior, la construcción de vivienda nueva aumentó un 10%, y los gastos de la construcción crecieron un 5%. El boom de la construcción fue incluso más fuerte en 1987, cuando la industria registró un incremento del 10%, la mayor tasa de crecimiento de todas las industrias españolas. En ese mismo año, el sector de la construcción representó el 7% del PIB del país. La fuerte expansión industrial continuó hasta 1988, y muchas de las nuevas construcciones se concentraron en oficinas urbanas, vivienda y servicios relacionados con el turismo.
La tasa de ocupación había aumentado en todos los sectores excepto en el primario, pero la construcción registró el mayor incremento relativo, un 11,2%, como resultado de los 88.100 nuevos empleos que creó en 1986. Como comparación, solo se crearon 7300 nuevos empleos en la construcción en 1985, y en 1984 se habían destruido 110.400 empleos. A finales de la década de los ochenta, los empleos de la construcción constituían un tercio de todo el empleo industrial español. Sin embargo, en esa misma época, el sector todavía operaba a un nivel considerablemente por debajo de su capacidad a pesar del boom, ya que su tasa de desempleo rondaba el 30%.

### 1992-1996
El último ciclo alcista en los precios de la vivienda se saldó, según la Sociedad de Tasación, con una bajada ininterrumpida del precio de la vivienda durante seis años, de 1990 a 1996.
Hubo una bajada de los precios de un 1,7% en términos nominales entre 1990 y 1993, lo que significa un 15% en términos reales (teniendo en cuenta la inflación marcada por el IPC). En diciembre de 1990 el precio real de la vivienda por metro cuadrado era de 684,00€, es decir, 933,00€ en términos nominales a partir del IPC acumulado de 1985 (136,50%). En diciembre de 1993 el precio en términos reales era de 576,00€ por metro cuadrado, es decir, 917,00€ nominales en base al IPC acumulado desde 1985 (159,20%). Eso supone una variación real de -15,7% (y nominal del -1,71%).
En diciembre de 1996 el precio real de la vivienda por metro cuadrado era de 560,00€ (1002,00€ nominales, en base al IPC acumulado de 1985, 178,90%). La variación real supuso un -18,1% (7,39% nominal). Según los datos de la Sociedad de Tasación, S.A., entre los meses de diciembre de 1990 y 1996 el precio de la vivienda subió nominalmente un 7,39%, pero en un contexto inflacionario del 31,06%.
Este fue el último ciclo bajista de la vivienda en España, durando la caída de precios seis años consecutivos

### 1996-2003

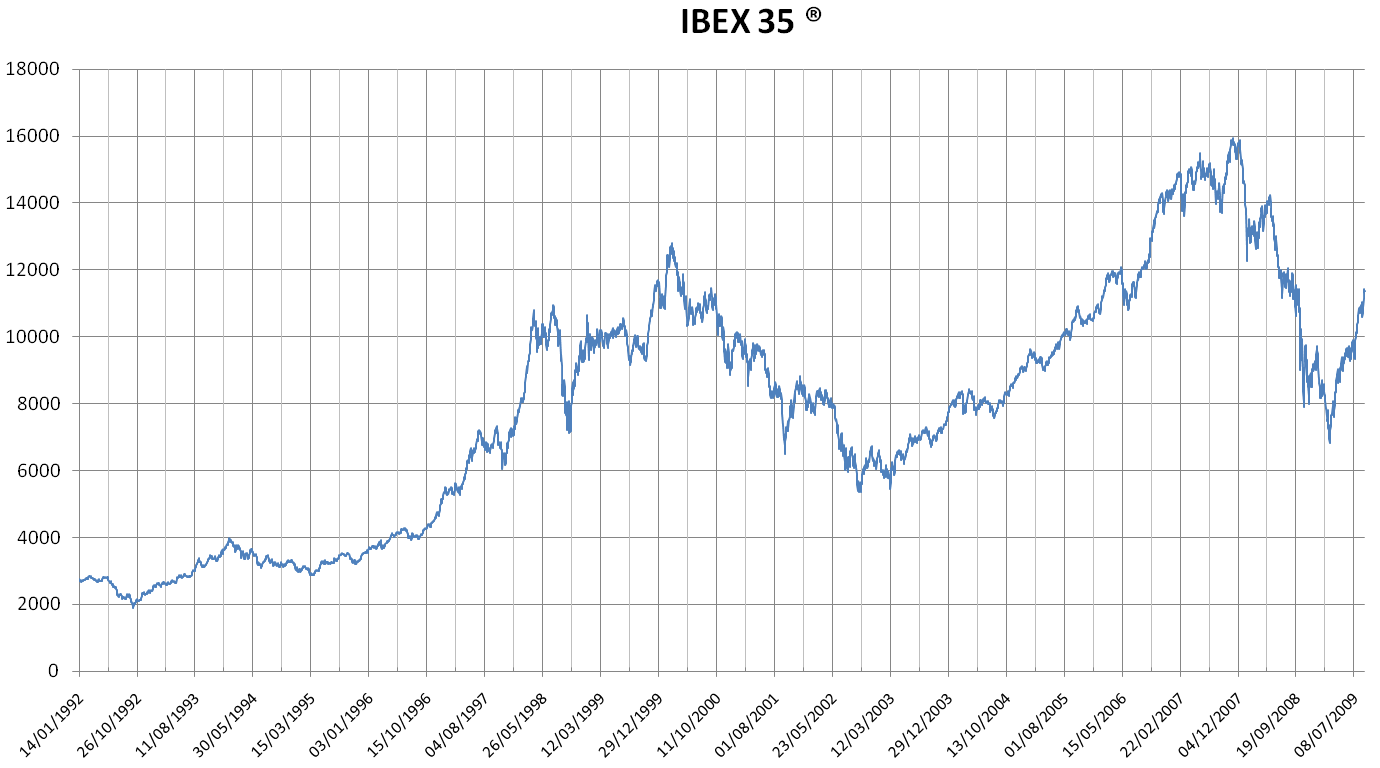
Evolución del IBEX 35 entre 1992 y 2009

El precio de la vivienda en Madrid entre 1996 y 2003 sufrió una subida del 176% según publicaba ABC el 11 de febrero de 2003
En octubre de 2003 se emite una de las primeras advertencias que confirmarían la existencia de una burbuja especulativa: lo hace la Comisión Europea, que advierte una duplicación del precio nominal en un solo año, y señala que "el peligro de que un aumento significativo en los tipos de interés o un futuro deterioro del mercado laboral pudiera en algún punto inducir a una corrección del tamaño de los mercados inmobiliarios de algunos Estados miembros" En noviembre el Banco Central Europeo advierte de una corrección a la baja en los precios de la vivienda.
En este año las voces desde el mundo académico ya advertían de la burbuja inmobiliaria, las presiones que la estaban inflando de manera peligrosa y la necesidad de su control.
En el mercado de Valores más importante de España, la Bolsa de Madrid, el IBEX 35 tocó un mínimo el 24 de septiembre de 2002 cuando cayó hasta los 5.390,90 puntos debido a una serie de factores como la crisis de la Burbuja puntocom (que en España no tuvo mucho impacto precisamente gracias a la incipiente burbuja inmobiliaria, aunque la cotización de empresas como Terra se desplomó), los atentados del 11-S en Estados Unidos, la crisis del "Corralito" en Argentina y una posible guerra en Irak que acabó sucediendo. A partir de ahí el IBEX 35 empezaría una subida que llegaría hasta el 8 de noviembre de 2007 cuando alcanzó los 15.945,70 puntos.

### 2004
En abril, el gobierno recientemente elegido estrena un plan de choque, aunque se queda corto frente a las expectativas que había generado (había prometido 800.000 viviendas protegidas y cargar con impuestos las viviendas vacías: no cumplió ninguna de las dos cosas). En septiembre, los visados de obra nueva se reducen en Barcelona y en Madrid. En octubre, la ministra María Antonia Trujillo frena la publicación de datos oficiales [cita requerida].
Dados los plazos entre el inicio de un proceso urbanizador desde la aprobación del PGOU hasta el final de las viviendas, las construidas en un año corresponden a los planes urbanizadores aprobados cinco años antes. Es decir, en 2004 se construyeron las viviendas que empezaron a tramitarse en sus correspondientes PGOU en 1999.

### 2005
El 10 de junio el Banco de España advierte en su informe de 2004 que el precio de la vivienda en 2004 estaba sobrevalorado entre un 24% y un 35%. Seis días más tarde la publicación británica "The Economist" cifra la sobrevaloración de la vivienda en el mercado español en torno al 50%
En octubre de 2005 se produjo un rebote en la evolución del euríbor, encareciendo por primera vez en los últimos cinco años el precio de las cuotas hipotecarias. Ese mismo mes Rodrigo Rato, Director Gerente del FMI y ministro de Economía del gobierno español de 1996 a 2004, años en los que se produjo un espectacular crecimiento en la construcción de viviendas, advierte una vez más sobre la situación del mercado inmobiliario español manifestando, en un discurso pronunciado con motivo de la entrega de la Medalla de Oro de la Generalidad de Cataluña a La Caixa, su preocupación ante las importantes repercusiones para ciudadanos y empresas que podría tener una corrección del precio de la vivienda en España.
En su boletín informativo económico de diciembre de 2005 la OCDE incluye a España entre los países donde los precios de la vivienda están sobrevalorados.

### 2006

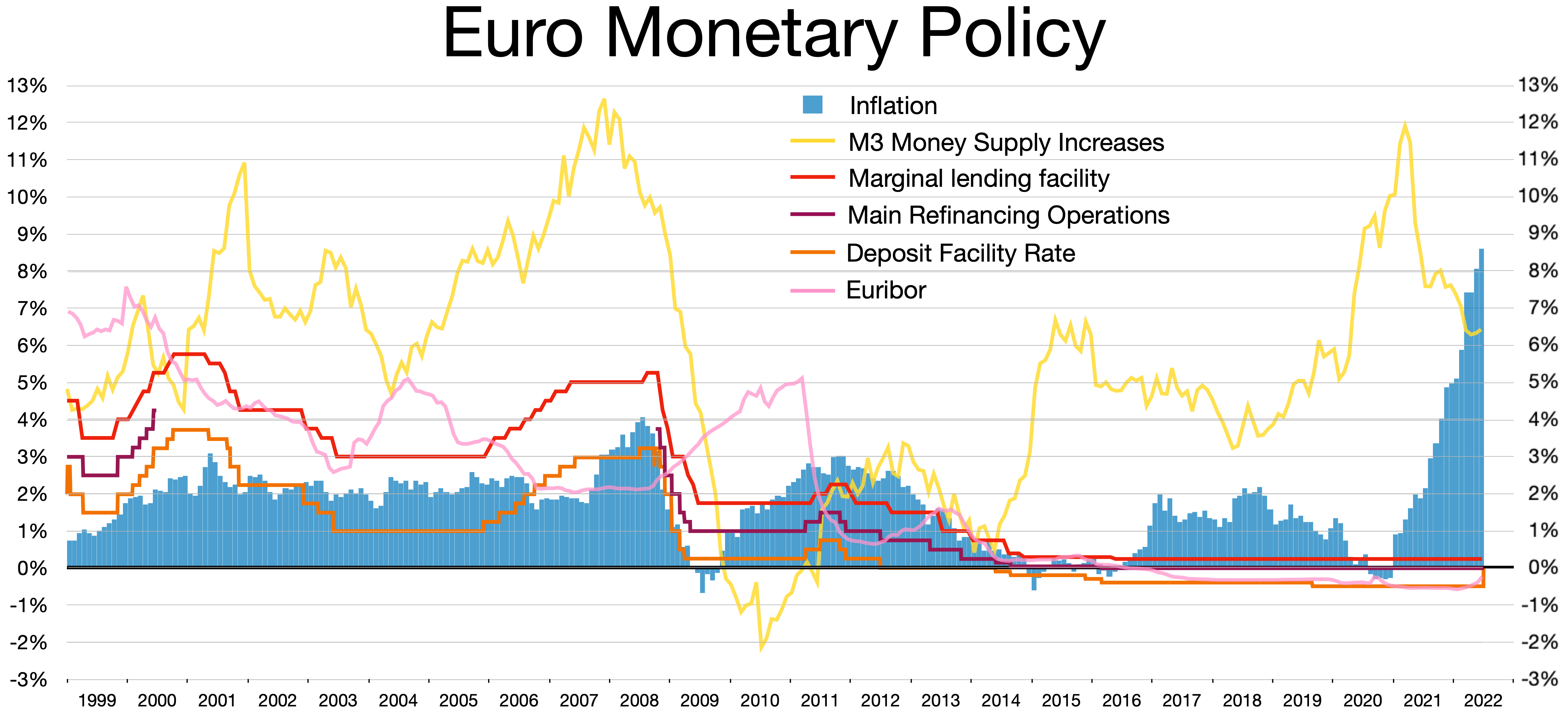
Política monetaria del euro dirigida por el BCE, entre 1999 y 2022 (en inglés)
Inflación Euro Zona año/año
Incremento de la oferta monetaria M3
Facilidad de préstamo marginal
Principales Operaciones de Refinanciación
Tasa de la facilidad de depósito
Euríbor

En enero, un estudio de la Universidad Autónoma de Barcelona cifra la sobrevaloración de las viviendas en España en torno al 20% [cita requerida].
En marzo, Bruselas pide cautela en la concesión de hipotecas En España, Francia e Irlanda ha aumentado el endeudamiento sin disminuir el consumo, lo que pone a las familias en una situación de riesgo ante variaciones en sus ingresos o cambios en los tipos de interés.
En abril se celebra una vez más el Salón inmobiliario en la Comunidad de Madrid. Según estimaciones del mismo, 2005 es el año en el que mayor número de viviendas se visaron y se terminaron: más de 800.000, el mayor número de la Unión Europea culminación de los de Planes Generales de Ordenación Urbana aprobados en el año 2000. Ese mismo mes La Caixa, en su Informe Mensual nº290 descarta que haya burbuja y vaticina una "desaceleración suave" del sector inmobiliario. También en abril el Fondo Monetario Internacional advierte otra vez del elevado precio de la vivienda en su informe "Perspectivas de la economía mundial Globalización e inflación" Simultáneamente, el euríbor alcanza el nivel de seis años atrás, situándose al 3,22%. Las previsiones apuntaban a que en abril de 2007 pudiera situarse en torno al 3,75% - 4%. El Banco de España alerta de la utilización de hipotecas flexibles que permiten variar la amortización de las cuotas en función de los plazos [cita requerida].
En mayo, tiene lugar una manifestación convocada a través de Internet en las principales ciudades españoles reivindicando el derecho a una vivienda digna
En junio el BCE sube los tipos de interés un cuarto de punto, situándose en el 2,75%, y el Banco de España en su Boletín de junio de 2006 considera que la hipótesis más verosímil es la de una sobrevaloración de la vivienda compatible con una absorción gradual de la discrepancia encontrada entre los precios observados y su nivel de equilibrio. Se desestima por lo tanto la hipótesis de una burbuja y la de un precio en equilibrio. La sobrevaloración se estima a un 29% a finales de 2004 (último dato utilizado en el estudio). En el mismo texto se mencionan diferentes estudios que examinan la diferencia entre el precio de la vivienda en España y una estimación de su nivel de equilibrio a largo plazo.
En julio, el BBVA alerta del riesgo de correcciones bruscas en el precio de la vivienda debido al retraso del ajuste inmobiliario
En agosto, el BCE anuncia una nueva subida de los tipos de interés hasta situarlos en el 3,00%.
En septiembre la Asociación Hipotecaria Española (AHE) advierte de que una hipoteca media se puede encarecer hasta 1300 euros anuales en los siguientes 24 meses
En octubre las subidas de los tipos de interés realizadas por la FED hacen que en EE. UU. el mercado inmobiliario sufra un acelerado retroceso en el número de viviendas iniciadas y vendidas Ese mismo mes el portal inmobiliario idealista.com anuncia que, según sus datos, los precios de la vivienda usada se estancan durante el tercer trimestre en las grandes capitales mientras el BCE vuelve a subir los tipos de interés un cuarto de punto, situándolos en el 3,25% y publica en su boletín mensual su intención de seguir subiendo los tipos de interés para controlar la inflación Las noticias sobre el encarecimiento de las hipotecas comienzan a aparecer en la prensa, al colocarse el tipo de interés en niveles del año 2002 El 19 de octubre se publican las estadísticas de tasación del Ministerio de Vivienda observándose una desaceleración en los datos interanuales y franca caída en los datos del último trimestre en 13 provincias, también subidas menores que el IPC en otras. Algunos analistas lo califican de cambio de tendencia, e incluso de pinchazo de la burbuja. El mercado inmobiliario parece haber entrado en el aterrizaje suave anunciado por el Ministerio de Vivienda. Las promociones tardan una media de tres meses más en venderse que el pasado año y el precio no subirá más que la inflación en 2007. Tras varios avisos por parte del BCE las cajas de ahorros se han hecho eco de los comentarios y han recalcado que es posible un ajuste brusco en el precio de la vivienda. El principal factor de este reajuste sería el alto nivel de construcción que lleva a un exceso de oferta, y que sigue en aumento a pesar de disminuir la demanda. Blas Calzada, expresidente de la Comisión Nacional del Mercado de Valores, asegura que si no se remedia existirá una doble burbuja: bursátil e inmobiliaria.
En noviembre, el BCE mantiene los tipos de interés en el 3,25%
A finales de año Miloon Kothari, relator de las Naciones Unidas, elabora un crítico informe sobre la situación de la vivienda en España en el que denuncia que se están violando los derechos humanos en materia de vivienda. En particular, denuncia un mobbing inmobiliario sin parangón en el resto del mundo desarrollado y una especulación inmobiliaria desenfrenada que habría dejado al 25% de la población fuera del mercado de la vivienda. Por otro lado, los datos del Colegio de Registradores de la propiedad demuestran que el número de viviendas vendidas baja por primera vez en el 2.º trimestre de 2006 [cita requerida]. Ese mismo mes el BCE sube los tipos de interés un cuarto de punto, situándose en el 3,5 %. El euribor a un año rompe la barrera del 4%. La prensa económica internacional ofrece malas perspectivas para el crecimiento español. Bret Stephens se asombra del aumento del 9,8% del precio de la vivienda

### 2007

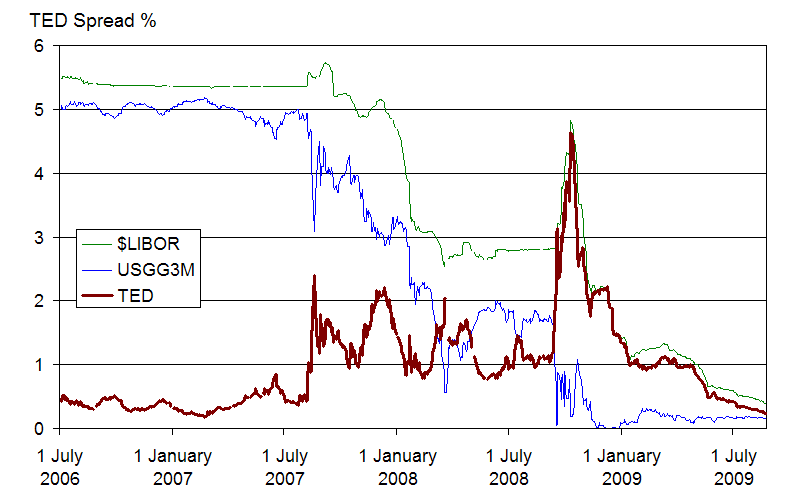
El diferencial TED (en rojo), un indicador del riesgo percibido en la economía general, aumentó significativamente durante la crisis financiera de 2007-2008, lo que refleja un aumento en el riesgo crediticio percibido. El diferencial TED se disparó en julio de 2007, se mantuvo volátil durante un año y luego aumentó aún más en septiembre de 2008, alcanzando un récord de 4,65% el 10 de octubre de 2008.

En general, el año 2007 viene marcado por una subida paulatina del euribor, una contracción en las ventas y en la construcción de vivienda, así como por una desaceleración del crecimiento del precio, todo ello unido a una crisis financiera internacional y un presumible deterioro de la economía española.
En marzo, el BCE sube los tipos de interés un cuarto de punto, situándose en el 3,75 %.
En abril, el martes 24 tiene lugar una jornada negra para todo el sector inmobiliario que en algunos momentos llega a perder en la sesión un 20% El Ibex 35 retrocede un 3% arrastrado por las cotizaciones de Astroc, propiedad de Enrique Bañuelos, que se hunde un 60% (3000 millones de euros) por la realización de una auditoría de sus cuentas. Otras inmobiliarias sufre notables pérdidas: Colonial, -13%, Inmocaral, -11% y Fadesa, -10%. Las constructoras cayeron igualmente dejándose: Sacyr, ACS, Acciona y FCC un 6%. El euríbor a 12 meses sube hasta el 4,48%.
El 6 de junio, el BCE sube el tipo de interés oficial hasta un 4%. El índice bursátil IBEX baja un 2,52% en un solo día debido a los descansos en la cotización de las inmobiliarias y constructoras El día 13 se conoce que el Banco de Santander, entre otras entidades y empresas, vende la práctica totalidad de sus inmuebles en España El 26 de junio la ONU pide al gobierno español que alerte a los ciudadanos de la incipiente «grave crisis inmobiliaria» que, según este organismo, se avecina El día 27 se publican en la prensa de tirada nacional datos que revelan que el 27,6% de los pisos a la venta en Barcelona y el 27% en Madrid (las dos grandes ciudades del país) reducen el importe solicitado en un 5% de media en el último trimestre
A comienzos de agosto de 2007 y en el contexto de una crisis hipotecaria internacional los bancos centrales comienzan tomar medidas para evitar el caos financiero generado por las hipotecas subprime (de alto riesgo) en los Estados Unidos. A partir del 9 el BCE, la Reserva federal, el Banco Central de Japón y el Banco Central de Canadá, entre otras entidades, proceden a inyectar al mercado, en varias partidas, varios centenares de miles de millones de euros en diferentes divisas para asegurar la liquidez del sistema, medida sin precedentes desde los atentados del 11 de septiembre. Las medidas adoptadas no consiguen evitar turbulencias continuadas en las bolsas durante las semanas siguientes Los analistas identifican el origen de la crisis, entre otros factores, con la burbuja inmobiliaria norteamericana, formada entre 2001 y 2005.
También en el mes de agosto el Banco de España confirma la desaceleración del incremento del precio de la vivienda, que se sitúa a finales del 2006 en los niveles del 2000. Por otro lado, se constata un repunte de la morosidad: del 0,693 de mayo pasa al 0,706 en junio, nivel que sigue considerándose bajo desde las entidades financieras, pero cuyo crecimiento plantea dudas acerca de la salubridad del sistema hipotecario español, que según algunas fuentes tendría un porcentaje de créditos de riesgo del 3,5%. En agosto de conoce el descenso de pisos construidos y se reducen las expectativas de ventas y beneficios en el sector de la construcción. Por otro lado, la continua subida del euribor comienza a pasar factura a las rentas de los españoles, según las asociaciones de consumidores.
Frente a estas noticias, la ASPRIMA (Asociación de Promotores de Madrid) emite un informe, fechado en junio de 2007, en el que admite un cambio de ciclo, pero relativizando el peso de la construcción en el PIB y el empleo, así como en la deuda familiar, dando cuenta también de la estrategia de diversificación de la industria para garantizar su futuro.
Por su parte, el sector de las agencias inmobiliarias comienza a sufrir las consecuencias del frenazo en las ventas, estrechamente ligadas a la evolución de los tipos de interés, notificándose cierres en numerosas agencias inmobiliarias.
En septiembre, el ministro de economía español, Pedro Solbes, admite que se viven momentos de «incertidumbre» la economía española y mundial mientras la prensa empieza a definir la situación como de credit crunch. En ese mismo mes se conoce la suspensión de Grupo LLanera y Graman, dos inmobiliarias levantinas.
El mes de octubre viene marcado por noticias económicas contradictorias. En España un fuerte aumento de la inflación, que crece un 0,9% en un solo mes unida a un fuerte incremento de los beneficios bursátiles. A nivel internacional, un descenso del euríbor, así como una bajada de tipos de interés por parte de la FED, combinado con una fuerte depreciación del dólar estadounidense frente al euro, así como una subida en los precios del petróleo. En este contexto, las noticias del sector inmobiliario español comienzan a describir los síntomas de lo que podría ser una crisis: bajadas de visados, preventas, ventas, e hipotecas.
En noviembre el IBEX 35 alcanzó su máximo histórico el 8 de noviembre de 2007: 15.945,70 puntos. En sesión intradía (es decir, las oscilaciones que se producen cada día que la bolsa está abierta entre el mínimo y el máximo diario de cotización) hubo un instante en que el IBEX 35 llegó a tocar los 16.040,40 puntos el 9 de noviembre de 2007 (aunque al final acabó cerrando la sesión de ese día en 15.731,20 puntos).
A finales de 2007 las noticias sobre una fuerte crisis en el sector inmobiliario español se generalizan, estableciéndose las primeras conexiones entre la crisis hipotecaria norteamericana, la crisis crediticia internacional y la crisis económica en España y, en concreto, en la industria de la construcción española

#### Crisis hipotecaria de 2007

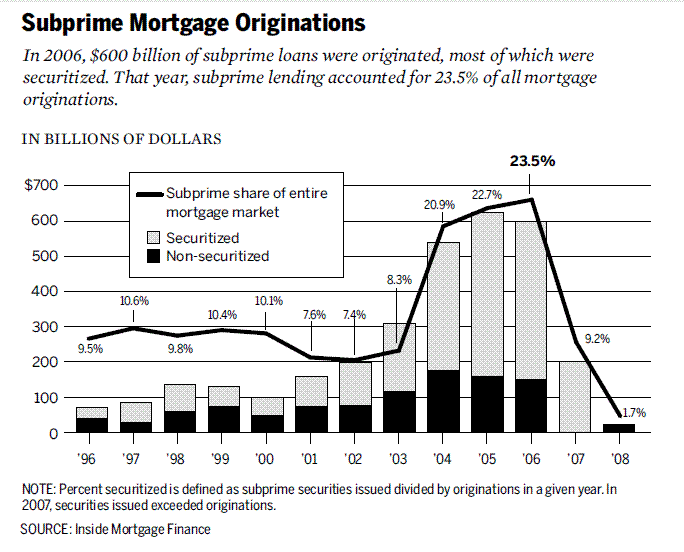
Los préstamos hipotecarios de alto riesgo ("hipotecas subprime") en EEUU subieron drásticamente durante el período 2004-2006, poco antes que la crisis se desatara y se contagiara al resto del mundo.

Sin que los analistas hubieran concluido todavía de qué manera la crisis hipotecaria norteamericana de 2007 iba a afectar al mercado hipotecario e inmobiliario español, a partir del mes de agosto de 2007 la prensa, las autoridades y la opinión pública comienzan a percibir cierto deterioro en la economía española.
Alan Greenspan había afirmado que el mercado de vivienda de Estados Unidos, por local y por diferir de una zona a otra, no era susceptible de sufrir una burbuja especulativa. En septiembre, sin embargo él mismo reconocía que sí existía una burbuja inmobiliaria, que como presidente de la FED, no podía llamar por su nombre y que había que esperar una caída del precio de la vivienda en EE. UU. cerca al 10%.
Efectivamente, lo que había sido anunciado repetidamente comenzó finalmente el 9 y el 10 de agosto de 2007 en forma de crisis de crédito: en 2006 se presentaron 1,2 millones de ejecuciones hipotecarias en Estados Unidos, y se previeron más de dos millones para 2007. La crisis se trasladó al mundo financiero y finalmente a todas las bolsas del mundo, que comenzaron a caer, especialmente al hacerse público que uno de los principales bancos europeos, el BNP Paribas, suspendió tres fondos ya que la falta de liquidez "no permite establecer una valoración justa de los activos subyacentes y así calcular un valor liquidativo". El principal banco alemán, Deutsche Bank, sufre también pérdidas sustanciales en uno de sus fondos vinculados a la financiación inmobiliaria.
Las pérdidas millonarias de bancos y fondos de inversiones y la fuga en masa de los inversores provocaron una crisis crediticia clásica. Los bancos, que semana tras semana tuvieron que refinanciar grandes créditos, presentaron de repente dificultades para operar en el mercado monetario, que quedó restringido. El rescate masivo ha provenido de los bancos de reserva: se inyectaron vertiginosamente a la circulación monetaria cuantiosos recursos: por vez primera desde septiembre de 2001 el Banco Central Europeo intervino masivamente inyectando en pocos días en el mercado monetario más de 200 mil millones de euros. Los Bancos Centrales de EE. UU., Australia, Japón, Suiza, Canadá y otros países occidentales relevantes reaccionaron de la misma manera, y en pocos días pusieron en circulación unos 500 mil millones de euros. La FED estadounidense bajó los tipos primarios y alargó el plazo de los créditos a corto plazo. Los analistas se tranquilizaron entre tanto con la conclusión más expedita: lo peor ya había pasado, "la crisis hipotecaria tiene efectos saneadores"; la economía real mundial va bien. Otros consideraron que apenas se había experimentado el estallido de una burbuja especulativa cuantificada en 10 billones de dólares.
La crisis del mercado de la vivienda en Estados Unidos se fue reflejando en las perspectivas de desaceleración de su economía y en las repetidas sacudidas de las bolsas de valores y las monedas de todo mundo. En los países emergentes se comenzó un proceso de retirada de los capitales especulativos internacionales. acabándose, tanto para ellos (China incluida), como para Alemania y Europa en general, las buenas perspectivas de exportaciones al mercado de Estados Unidos.

### 2008

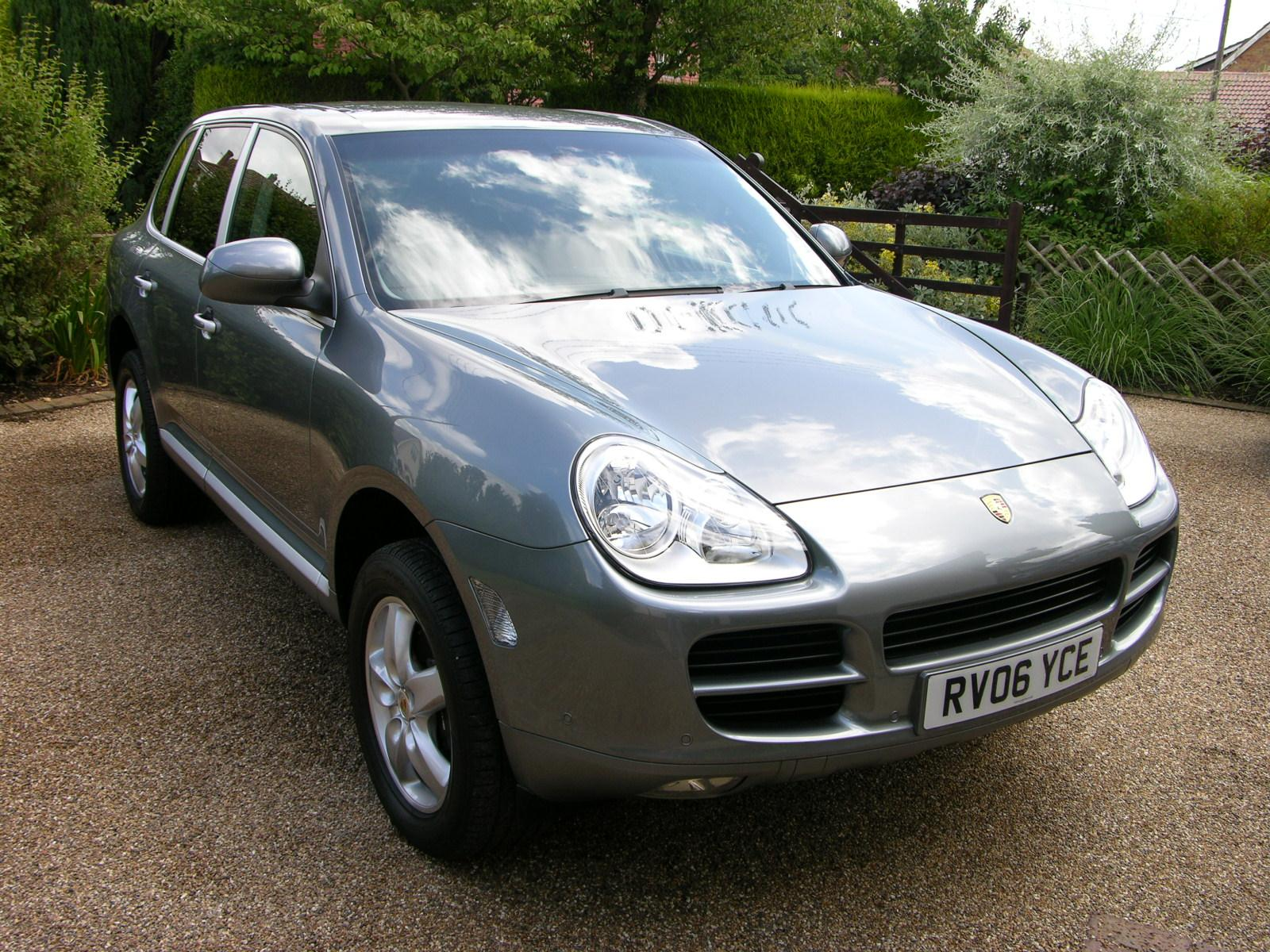
Numerosos coches Porsche Cayenne fueron puestos en venta de segunda mano a partir del año 2008 por la crisis. Se ha señalado que el Porsche Cayenne es uno de los iconos de la época de la burbuja inmobiliaria igual que el Seat 600 lo fue para el milagro económico español (1959-1973).

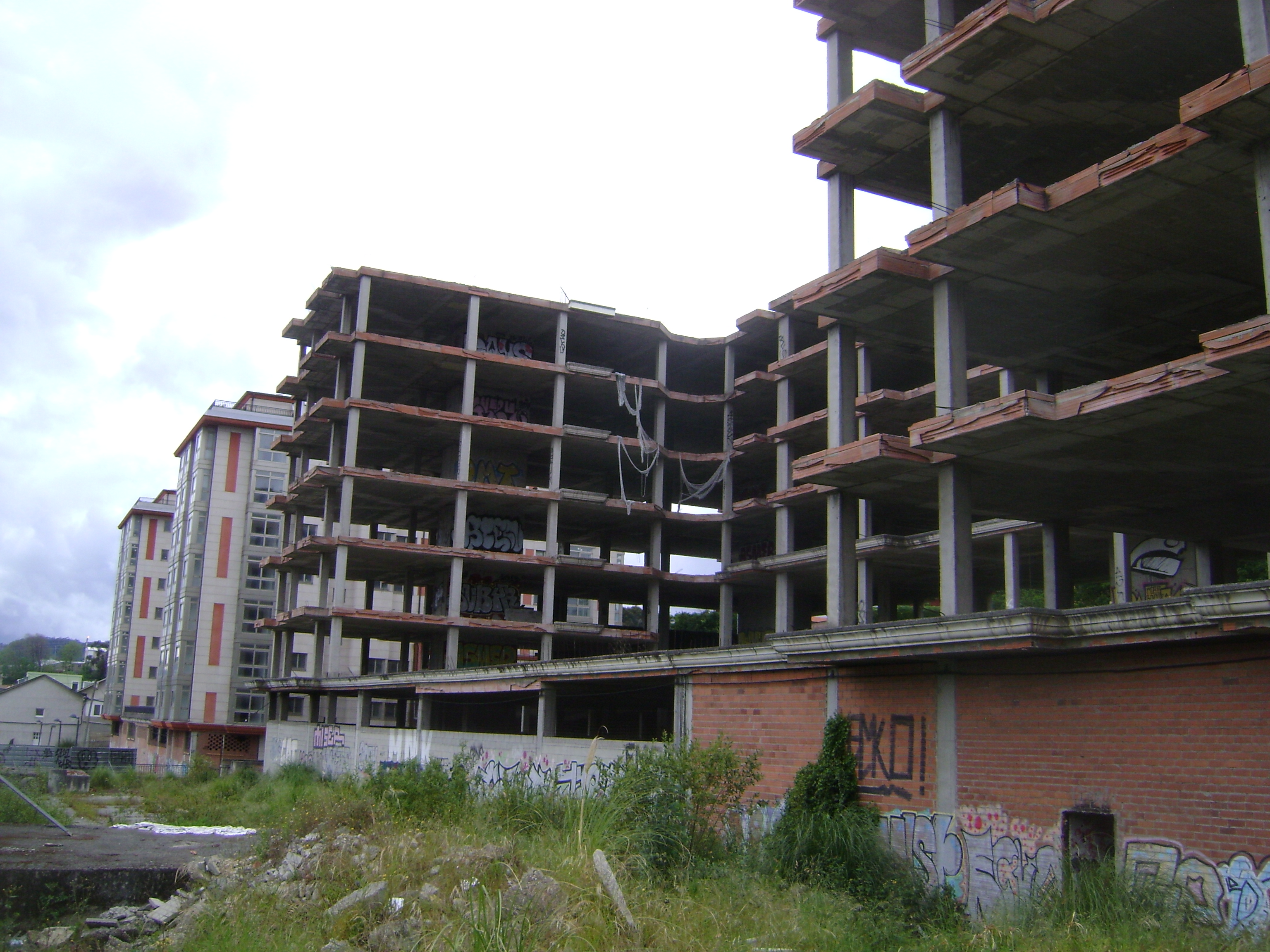
Edificios inacabados por causa de la crisis en La Coruña.

A comienzos del año 2008 la crisis financiera internacional se agrava significativamente, mostrando las entidades bancarias un preocupante descenso de beneficios, unidos a fuertes descensos en el mercado de valores. Es ese contexto la industria de la construcción comienza a dar evidentes síntomas de crisis: un fuerte parón en el número de ventas, un descenso en el precio de la vivienda, o un aumento del desempleo en el sector (así, por ejemplo, se anuncia el cierre de la mitad de las agencias inmobiliarias de España). En febrero la economía española da evidentes síntomas de crisis económica, al registrarse el mayor aumento de paro de los últimos 25 años y una fuerte caída en la contratación.
El mes de marzo los principales medios de comunicación dan por segura una grave y profunda crisis en el sector de la construcción, augurando la propia patronal del sector bajadas de precio del orden del 8%. En concreto, se habla de un "desplome" del mercado inmobiliario en un contexto de crisis financiera nacional e internacional. En abril siguen las intervenciones de los bancos centrales para intentar evitar una quiebra del mercado bancario. El 21 de ese mes el Banco Central de Inglaterra lanza una emisión de bonos del tesoro por valor de 62.500 millones de euros para canjear hipotecas "de alta calidad" admitiendo que "el sector público se verá obligado a asumir las pérdidas en el caso de que alguna de las entidades que se haya acogido a este plan resulte incapaz de hacer frente a sus pagos y los activos aportados no puedan cubrir adecuadamente el valor de los bonos, aunque señaló que se trata de una posibilidad "improbable".
El 15 de mayo la red de inmobiliarias Don Piso, una de las que habían llegado a ser más grandes al calor del boom inmobiliario llegando a tener 400 oficinas propias o franquiciadas, cierra todas sus oficinas y despide al 100% de su plantilla tras registrar una caída de ventas del 66%.
El 22 de mayo el tipo de interés interbancario (euríbor) alcanza el 5%, lo que revela los grandes problemas de liquidez de las entidades prestamistas y, por tanto, las dificultades generales de financiación, dándose ya por descontado en esas fechas que ha habido un cambio de ciclo en el sector de la construcción española que implicaría el fin de la burbuja.
Para fines de mayo la tasa interanual de ventas de inmuebles se había desplomado, en toda España, un 40%. Otro punto de referencia importante signo del cambio de ciclo inmobiliario y la explosión de la burbuja es la superación el 6 de junio de 2008 del euríbor de su máximo histórico en la que llegó a subir en una sola sesión más de cuatro décimas como reacción a las palabras del Gobernador del Banco Central Europeo Jean-Claude Trichet de que subiría los tipos de interés por encima del 4%, lo que finalmente ocurre el 3 de julio.
En septiembre del 2008 el gobierno de EE. UU. toma el control de los dos gigantes hipotecarios Fannie Mae y Freddie Mac, que garantizan el 50% de las hipotecas de EE. UU., valoradas en 12 billones de dólares, para ponerlas bajo el control del organismo Federal Housing Finance Agency, lo que implicaría que el Gobierno tomaría el control de ambas entidades, al menos temporalmente.
En octubre de 2008 ante la quiebra de Lehman Brothers y la inminente amenaza de quiebra de una de las mayores aseguradoras del mundo, la americana AIG, la Administración Bush decide realizar una intervención pública de los mercados para dotar de liquidez a Wall Street. El 29 de septiembre dicha intervención es rechazada en primera votación por el Congreso de los EE. UU hundiendo Wall Street un 7%. Todas las bolsas europeas y asiáticas la acompañan en la siguiente jornada con sucesivas caídas.
El 28 de octubre de 2008 el Banco de Inglaterra cifra en 2,4 billones de euros las pérdidas sufridas por los bancos desde el inicio de la crisis de las hipotecas subprime e informa de que la recapitalización de bancos hecha por los gobiernos y los bancos centrales alcanzó la cifra récord de 6,8 billones de euros.

### 2009
La venta de viviendas en España cayó un 18% en 2009, hasta las 462 747 operaciones, sumando así su tercer año en negativo y el segundo peor de la serie, iniciada en 2005, según datos publicados hoy por el Ministerio de Vivienda de España. Durante el cuarto trimestre se produjo el primer incremento interanual en tres años, ya que desde el cuarto trimestre de 2006 no se había registrado ninguno.
El precio de la vivienda libre bajó el 5,5 % en febrero de 2010 con respecto al mismo mes del año anterior y acumula un descenso del 15,7 % desde diciembre del 2007, momento en que alcanzó su máximo valor, según los datos ofrecidos hoy por la sociedad de tasación Tinsa.
En 2009, su primer año de existencia, Altamira vendió 1700 viviendas por un precio, con descuentos incluidos, de 380 millones de euros.
Caixa Catalunya logró vender este año 1150 viviendas, por 265 millones y alquilar otros 3000 pisos, aunque la entrada de nuevas viviendas como garantía de impagados ha mantenido en 4000 sus inmuebles en propiedad.
Caja de Ahorros y Pensiones de Barcelona puso a la venta el pasado año 2854 viviendas por las que ingresó 510 millones de euros, aunque mantiene en su balance 3097 millones en activos.
Según datos del Ministerio de Fomento de España, los visados autorizados de obra nueva para uso residencial en España alcanzaron las 102 555 unidades entre enero y noviembre de 2009, un 58,5% menos que en el mismo periodo del año anterior (247 446).
Sin embargo, y en contra de los pronósticos, la caída del precio de la vivienda pierde fuerza a finales de 2009: Según el Índice de Precios de la Vivienda (IPV) elaborado por el INE, la vivienda cerró 2009 con un descenso del 4,3%, lo que supone un frenazo en la tendencia a la baja que secundó al estallido de la burbuja inmobiliaria en el último trimestre de 2007. Desde entonces la vivienda ha bajado apenas un 10,16%, una cifra que queda muy lejos de las previsiones que apuntaban a un abaratamiento del 20% para reactivar el mercado.
En el último trimestre de 2009 se incrementó en España la construcción tanto de viviendas libres como de viviendas protegidas. De esta manera, entre octubre y diciembre del año pasado, subió un 58,33% el número de viviendas protegidas iniciadas y ascendió un 20,42% el de viviendas libres iniciadas. Sin embargo la cantidad total de viviendas cuya construcción se inició a lo largo de todo el año 2009, fue de solo 159 284, la protegida representa casi la mitad, un 49,6%.
Para los promotores inmobiliarios los indicadores de actividad han representado la cifra más baja del último medio siglo. Así, los arquitectos concedieron 110 862 visados para viviendas en 2009, un 56% menos que el año anterior.

### 2010
Del saldo vivo de 325 000 millones de euros en créditos al promotor existentes, más de la mitad fueron concedidos entre 2006 y 2008 cuando la crisis ya era toda una realidad. Concretamente más de 100 000 millones se otorgaron para la compra de suelo.
En marzo de 2010 el Banco de España, saliendo al paso de las acusaciones de las Cámaras de Comercio, de la prensa anglosajona y agencias de calificación, cifra el riesgo real del sector financiero en relación con los activos inmobiliarios en 445 000 millones de euros.
Los créditos de dudoso cobro concedidos a las inmobiliarias han rebasado al cierre de 2009 la cota psicológica del 10% por primera vez desde el inicio de la crisis a finales de 2007. 32 522 millones de euros ya están en la cartera de morosos. Bancos y cajas han cerrado a lo largo del pasado ejercicio 1577 sucursales, con lo que el total de oficinas en España baja a 44 085.
El Consejo de Ministros celebrado en Sevilla el 19 de marzo de 2010 aprueba el proyecto de Ley de Economía Sostenible con el que pretende cambiar el patrón de crecimiento económico español en un horizonte de diez años, orientándolo hacia los sectores potencialmente más productivos y generadores de empleo y disminuyendo progresivamente el peso del sector constructor.
Las promotoras han tenido que renegociar con las entidades financieras una deuda que, en conjunto, alcanza los 323 306 millones de euros, según el Banco de España. El canje de deuda por activos han servido para cancelar deuda y promociones en curso, para aliviar las tensiones en su tesorería y obtener liquidez, pero no siempre para reducir o cancelar los préstamos. Las refinanciaciones de 2008 fracasaron porque se basó en aplazar la amortización de deuda a cambio de fijar un plan de ventas. El colapso del mercado inmobiliario supuso la quiebra del modelo: "Las empresas se quedaron con una gran deuda y sin ingresos, así que se optó por adelgazar la estructura de las inmobiliarias para darles aire".

Por otra parte, el crédito tampoco llega para gestionar suelo, lo cual permitiría que fuera adquiriendo valor en un momento en el que este mercado todavía no se ha recuperado. La poca obra nueva hoy la levanta el privilegiado grupo de promotores que tenía suelos comprados antes del boom. Otra alternativa es trabajar con los bancos, que tienen una cartera de suelo y promociones por terminar.
El informe que cada año elabora PricewaterhouseCoopers a partir de 600 entrevistas señala como se conceden más créditos, se cierran más compraventas de viviendas y el mercado de la inversión se recupera: "El mercado ha hecho su ajuste en las valoraciones, que ahora pueden considerar estabilizadas. Vamos a ver signos de mejoría, pero será un proceso de recuperación lento y largo". La recuperación en España va a ser aún más lenta que en el resto de Europa, ya que el sector está lastrado por la falta de financiación.
Como consecuencia de la Burbuja inmobiliaria en España, la integración de Caixa Catalunya, Manresa y Tarragona requiere recursos por 1250 millones de euros, mientras que la fusión de Manlleu, Sabadell y Tarrasa precisa 380 millones de euros, y la de Caja Duero y Caja España, 525 millones de euros. Los recursos que anticipa el Fondo para la Reestructuración Ordenada Bancaria (FROB) requieren la suscripción de participaciones preferentes convertibles en cuotas participativas de la entidad resultante.
Aunque el acceso a la financiación supone aun el gran freno, las inmobiliarias prefieren construir viviendas a mantener solares vacíos. Las reservas de un millón de viviendas están muy mal distribuidas, de modo que abundan pisos en zonas en las que es muy posible que nunca nadie vaya a querer comprar, y comienza a escasear en lugares muy determinados, en los que no parece tan descabellado poner ladrillos. Así, podríamos estar iniciando 100.000 viviendas más al año si nos dieran créditos dice Pedro Pérez, portavoz del G-14, el lobby que aglutina a las grandes promotoras.
José Manuel Galindo, representante de los promotores, considera viable reiniciar su actividad ya que las reservas de viviendas sin vender han sido absorbidas en algunos lugares de España.
El 23 de septiembre, el presidente José Luis Rodríguez Zapatero declaró en una entrevista a la cadena de televisión norteamericana CNBC que el precio de la vivienda en España ha tocado fondo, en el marco de unas declaraciones defendiendo la salud y perspectivas de la economía española. Las reacciones de los lectores en el cuerpo de la noticia fueron básicamente unánimes en contra de esa tesis.
El año 2010 se cierra con una bajada del 3,2% en el precio de la vivienda nueva y del 3,8% en la vivienda de segunda mano. La caída de los precios se ralentizó en el primer semestre, pero volvió a acelerarse en el segundo, confirmando la tendencia a la baja de la vivienda. La Sociedad de Tasación, entidad publicadora del informe semestral del mercado de vivienda nueva, espera que el precio de los inmuebles continúe cayendo en 2011.

#### Informe sobre la situación de la vivienda
El Consejo de Ministros celebrado el 23 de abril de 2010 toma en consideración un Informe del Ministerio de la Vivienda de España sobre la situación del sector, señalando la conclusión del conocido como período de ajuste (2007-2009). Aunque la demografía es considerada como el determinante fundamental de la demanda de viviendas, el Gobierno considera como la fluctuación producida ha venido influida por las expectativas de precio, empleo y disponibilidad de crédito. Así, la construcción residencial duplicaba su peso en el PIB, pasando del 4,7% en 1997 al 9,3% en 2007, de modo que nunca antes se había urbanizado ni construido tanto. El número de viviendas vendidas en 2006 supera las 900 000. El Gobierno considera que la sobreoferta acumulada de viviendas es consecuencia de la transformación de suelo realizada a partir de 1997 en desarrollo de la nueva Ley del Suelo de España aprobada en 1998 por José María Aznar. Sin embargo la simple disponibilidad de suelo es condición necesaria pero no suficiente. Las facilidades crediticias fruto de la competencia entre entidades bancarias así como la creencia en un crecimiento sostenido influyeron también.
La estabilización de la demanda unida a la caída de tipos ha supuesto una reducción del esfuerzo familiar por adquisición de vivienda, que había pasado del 30 % en 1999 al 50% de los ingresos familiares.
Según pone de manifiesto el gobierno, al comenzar el año 2010, el mercado de vivienda ha alcanzado una fase de estabilidad con un ligero repunte de la demanda e incluso del precio, con aumentos en nueve provincias. Sin embargo, tanto el aumento del desempleo -y el subconsumo derivado- como el deterioro de los activos bancarios de naturaleza hipotecaria, pueden truncar esta recuperación. La financiación es la asignatura pendiente y lo que "ahora se necesita acercar los pisos a las posibilidades de compra del usuario final, mediante la flexibilización de las condiciones de financiación". Al parecer las viviendas deberían haber bajado del orden de un 30% en el conjunto de España, cosa que no se ha producido, sino que el ajuste está siendo mucho más lento de lo debido, alargando la crisis económica en general que sufre el país.

### 2011

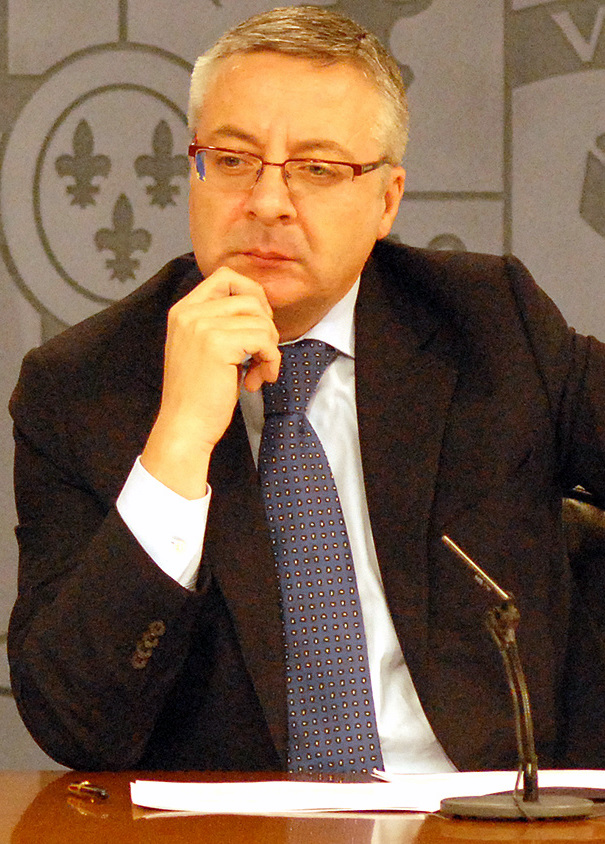
José Blanco López, responsable de la política de Vivienda en España 2009-2011

El ministro de Fomento de España José Blanco López busca articular nuevas propuestas para que el sector de construcción y venta de viviendas supere la crisis que atraviesa. Para plantear una salida ha convocado a varios colectivos implicados:

"...Las administraciones, el sector financiero y el inmobiliario deben unir sus fuerzas para facilitar la digestión de viviendas y suelo en depósito, una de las principales resistencias para consolidar la recuperación de la economía española..."

Con estas reuniones Blanco busca cumplir con el compromiso avanzado en diciembre de 2010 de constituir esta comisión tripartita, con el fin último de buscar entre todos medidas y alternativas a la actual crisis:
El ministro enumeró también entonces el conjunto de "principios elementales" sobre los que debían girar las medidas que adopte dicho grupo de trabajo tripartito.
Así, indicó que las medidas que se articulen "no deberán repercutir en el contribuyente" y, en cambio, deberán ponerse en marcha "instrumentos que faciliten la transparencia y eviten la gestación de nuevas burbujas inmobiliarias".
Además, apuntó que cualquier solución "debe servir para impulsar más el proceso de reestructuración del sector financiero con el objeto de que cometa mejor su competencia esencial, que es servir de crédito al sector productivo y familias".
Atendiendo al requerimiento del Ministro el 11 de enero de 2011 se reúne la Comisión de Vivienda de la APCE, donde después de analizar varias propuestas ha sintetizado las propuestas a realizar que son las siguientes:
Como consecuencia de la crisis económica se ha producido en España el bloqueo del sistema financiero vinculado sin duda a la problemática del sector inmobiliario, de modo que el suelo adquirido y financiado hoy en día carece de un valor objetivo, que antes tuvo. El valor de suelo tiene un componente fundamental que es la calificación urbanística, otorgada por la administración, donde dos variables determinan el precio: Edificabilidad, o cantidad de m² edificables y tipo de construcción, donde el planeamiento urbanístico determina tipología y densidad.
A mediados de enero de 2011 Blanco animó a comprar un piso ya que, según dijo, este es "un momento óptimo" para hacerlo. El ministro busca reducir el excedente sin vender. "Cuanto antes nos liberemos entre todos del exceso de viviendas, mejor será para la economía, porque repercutirá en la fluidez del crédito", dijo.

#### Reservas de viviendas
Carecemos de datos fiables, aunque el Ministerio de la Vivienda de España  señalaba para diciembre de 2009 un total de 688 044 viviendas nuevas y en torno a 620 000 viviendas usadas ofrecidas a la venta, con una desigual distribución geográfica.  Las reservas por 100.000 habitantes oscila desde las 5.706 de Castellón a las 60 de Ceuta y Melilla. En Burgos son 1406, en Castilla y León 1.754.
El 61% del excedente se encuentra situado en 17 provincias costeras.
Sin embargo, mientras estas viviendas esperan su salida al mercado del alquiler o la compra, hasta 529 175 inmuebles -el equivalente al 77% de las reservas- estaban en proceso de construcción en 2009 y el 42% de ellos ya estaba vendido sobre plano, frente al 39% registrado en 2008.
El presidente de BNP Paribas Real Estate en España ha vaticinado que las reservas de viviendas nacionales podrían estar cerca de agotarse entre los ejercicios 2015 y 2016 debido al ritmo de absorción y a la "práctica" paralización de la construcción.
Las reservas de viviendas pendientes de vender en España se han reducido en el segundo trimestre del año, lo que ocurre por primera vez desde el inicio de la crisis, según un informe inmobiliario presentado por Caixa Catalunya, que apunta un descenso en zonas como Barcelona o Madrid.
La producción de nuevas viviendas libres en España ha pasado de 665 000 en 2006 a 71 000 en 2010, y a las 72 000 previstas para 2012.
Así, en 2015 podría darse la paradoja de que en algunas provincias y localidades hubiese cifras importantes de viviendas por vender mientras que en otras el déficit fuese también notable.
Las perspectivas para los próximos años apuntan a que en el periodo 2011-2015 se crearán anualmente 165 000 nuevos hogares en España, frente a los casi 400 000 entre 1997-2009. El excedente de vivienda habitual podría pasar de unas 723 000 en 2009 a 279 000 en 2015 y se reducirá de un 3,7% del parque a un 1,9% en el mismo periodo.
Pero también hay otras opiniones como la del último Pulsímetro Inmobiliario que elabora el Instituto de Práctica Empresarial (IPE) alertando del riesgo de que si se prolonga esta inactividad no existan viviendas nuevas en el mercado dentro de dos o tres años. El IPE es ampliamente conocido entre los expertos por la nula fiabilidad de sus predicciones, que desde 2007 vaticinan un encarecimiento inmediato de la vivienda en su Informe de Tendencia de Precios del Mercado Inmobiliario.

"...sería necesario desde este momento iniciar el desarrollo de nuevos proyectos inmobiliarios, de tal forma que se evite un nuevo colapso de la demanda en 2012-13, ante la falta de producto disponible en determinadas zonas y para diseños específicos..".

Ante la actual coyuntura el Instituto de Práctica Empresarial considera que "es ahora, cuando los niveles de actividad alcanzan sus niveles más bajos, justo el momento en el que preparar le reactivación futura". Las actuaciones que requieran de elaboración previa de planeamiento urbanístico y esto en España es mucho tiempo.
La estadística oficial para 2010 habla de un descenso del precio de los pisos de hasta dos años de antigüedad cuantificado en el 3,7% en tasa interanual, quedando el valor del metro cuadrado en los 1829,9 euros. El precio de la vivienda bajó en 37 provincias, con Guipúzcoa (-8,8%), Huelva (-6,3%) y Madrid (-5,9%) a la cabeza, y subió en las restantes 13, entre ellas Lugo (+6,8%), Orense (+6,3%) y Ciudad Real (+4,1%).

#### Operación digestión
Fomento prevé para comienzos de febrero constituir una comisión permanente con entidades financieras y empresas del sector para contribuir a atajar la crisis. El ministro ha solicitado a las entidades financieras que expongan propuestas para afrontar la reducción de las reservas de pisos en venta. La comisión tendrá carácter "permanente" y sus trabajos se centrará en

"Evaluar las reformas en marcha y compartir estrategias para la elaboración de paquetes de vivienda y suelo susceptibles de ser ofertados en el mercado nacional e internacional"
 Comparecencia de Blanco en el Congreso.

Como uno de sus principales objetivos será la reducción de las reservas tanto de vivienda como de suelo actualmente en propiedad tanto de empresas como bancos y cajas, "un factor crítico para reestructuración del sector y también para la reactivación del crédito en la economía", según el ministro.

En las dos reuniones, el ministro ha trasladado su interés por conocer la percepción que ambos sectores tienen de la situación del sector de la construcción residencial y de sus derivadas en el empleo.

Asimismo, ha trasladado la intención del Gobierno de continuar acompañando al sector en su paulatina normalización bajo dos principios irrenunciables: que las soluciones no pueden consistir en desplazar un problema del sector privado al sector público y que la transparencia es fundamental para abordar la situación con realismo.

Por último, Blanco ha explicado la línea de trabajo que el Ministerio se propone explorar como es la internacionalización y búsqueda de demanda de viviendas en el exterior. Con este fin, se realizará una ronda de reuniones y visitas a los principales países que están en mejor disposición de invertir en inmuebles en nuestro país, para explicar las garantías jurídicas de nuestro sistema y transmitir las reformas legislativas que se van a introducir para incrementar, aún más, la seguridad jurídica del sector.

En este sentido, el Ministerio considera que administración, sector financiero e inmobiliario pueden compartir estrategias y crear sinergias para encontrar en el exterior una vía de salida relevante para las reservas inmobiliarias.

Por este motivo y después de estas primeras reuniones de toma de contacto, Fomento convocará próximamente a los representantes de los sectores inmobiliario y financiero para constituir una Comisión de Trabajo para el impulso del Sector Inmobiliario.
Nota de prensa del Ministerio de Fomento, 19 de enero.

### 2012
El 14 de junio de 2012 el INE hizo público el IPV (Índice de Precios de la Vivienda) del I Trimestre de 2012 que refleja la mayor caída de precios de toda la democracia, consecuencia del parón en la compraventa de vivienda, un mercado que ha registrado en los últimos meses el menor número de transacciones de toda la serie. La vivienda libre se abarató de media un 12,6% en el primer trimestre de 2012 respecto al mismo periodo del año anterior, lo que supone su mayor descenso desde que la oficina estadística recoge estos datos en 2007, cuando estalló la burbuja inmobiliaria (también es la mayor caída según las estadísticas del Ministerio de Fomento y las de la Sociedad de Tasación, que es la que tiene datos más antiguos ya que arranca en 1985). Desde los máximos que alcanzó el índice del INE en el II Trimestre de 2007, la vivienda se ha abaratado en un 25,6%. Y ello a pesar de la decisión del Gobierno de Mariano Rajoy de recuperar la desgravación de la vivienda en el IRPF y del mantenimiento del IVA superreducido del que disfrutan estas transacciones.
Los datos del I Trimestre de 2012 acentúan el descenso del 11,2 % con el que terminó 2011. La caída de los precios de la vivienda comenzó en 2008, cuando los pisos bajaron un 5,4% de media, y continuó en 2009, con una caída del 4,3%, y en 2010, con una bajada del 1,9%, según el INE.
En octubre de 2012 el gobierno español acuerda la creación de un banco malo con el objetivo de absorber los activos inmobiliarios, y de otros tipos, de las entidades financieras. La entidad se denominará Sareb tendrá un coste de 90.000 millones de euros.

### 2013
En el año 2013 continuó el estancamiento en la demanda de compra de viviendas, debido al alto nivel de desempleo (más del 25%), la dificultad de financiación y el final de la desgravación fiscal por vivienda y el declive demográfico por la baja natalidad y la emigración. Los desahucios en España subieron en 2013 en relación con el año anterior. Según los notarios, el precio medio de la vivienda bajó un 10,2% en los primeros once meses de 2013.

### 2014
Según la web kelisto.com y el Centre of Economics and Business Research, en 2014 el número de hipotecados en España cuya vivienda vale menos que el préstamo pendiente de pagar subirá hasta el 10,7% y, previsiblemente, llegará al 11,3% en 2015. Así, unos 580.000 propietarios podrían perder dinero si quisieran vender su vivienda o podrían sufrir un desahucio si su situación económica empeorase.

### 2015
Según el informe de la Sociedad de Tasación, en el año 2015 el precio de vivienda nueva permaneció estable en Comunidades como Aragón, Castilla-La Mancha, Castilla y León, Murcia y País Vasco. Sin embargo, en el resto de Comunidades, excepto La Rioja, los precios experimentaros subidas de entre el 1 y el 5%. Las zonas costeras de Andalucía y Comunidad Valenciana, donde el precio cayó abruptamente, muestran un repunte en los precios.

## La burbuja en la cultura popular
La posible existencia de la burbuja inmobiliaria y los debates realizados en internet en torno a ella y sus implicaciones sociales ha traído consigo la creación de algunos neologismos, como burbujista (persona que creía la existencia de dicha burbuja cuando todo el mundo lo negaba), nuncabajista (aquel que realiza inversiones inmobiliarias pensando que la vivienda nunca baja de precio), pepito (persona cuyo único afán es hipotecarse para así llegar a ser clase media), visillera (el femenino de pepito, por su afán de ser propietaria de una vivienda donde colgar visillos) o cipoteca (hipoteca de condiciones abusivas).[cita requerida]
Otra frase que hizo fortuna fue el título de un informe sobre la vivienda en España publicado en 2007 por el Deutsche Bank y titulado «living la vida loca» (letra de una conocida canción), en referencia a la intensa urbanización habida hasta entonces. Motivo de burla fue también la creación, por parte del Ministerio de Vivienda, de un portal llamado "Kelifinder" (término compuesto de keli, que en argot juvenil significa casa, y finder, del inglés to find, encontrar), que no ha tenido el éxito esperado.

## La burbuja en la literatura
La novela Crematorio de Rafael Chirbes, ambientada en la ficticia Misent (trasunto de Denia) ha retratado la burbuja inmobiliaria en España.

### Sobre la vivienda
| - Alquiler social - Corrupción urbanística en España - Dación en pago - Precio de la vivienda en España | - Euribor - Ministerio de Vivienda de España - Movimiento por una Vivienda Digna en España - Suelo (urbanismo) | - Política de vivienda en España - Precio medio de la vivienda - Sobretasación inmobiliaria |

### Temas relacionados
- Mercado de trabajo en España
- Derecho laboral de España
- Crisis española de 2008-2014
- Crisis inmobiliaria española 2008-2014
- Burbuja inmobiliaria global
- Tulipomanía
- Crack de 1929
- Burbuja.com
- Crisis de las hipotecas subprime
- Burbuja financiera e inmobiliaria en Japón
- Plataforma de afectados por la hipoteca

### Páginas institucionales
- Ministerio de la vivienda
- Banco de España, indicadores del mercado de la vivienda, en especial análisis del precio de la vivienda en España desde los años 70 y 80 hasta el 2003.
- Observatorio Joven de Vivienda en España (Consejo de la Juventud de España)
- Estadísticas del ministerio de Fomento sobre la vivienda Archivado el 4 de noviembre de 2013 en Wayback Machine.

### Informes de organismos internacionales
- Reserva Federal: la vivienda en el mundo
- OCDE: el precio internacional de la vivienda
- ONU: Informe sobre la vivienda en España: documento preliminar.

### Otros informes no oficiales
- El tsunami urbanizador. (enlace roto disponible en Internet Archive; véase el historial, la primera versión y la última).
- Detección de Burbujas Especulativas, J F Bellod

### Vídeos
- El fin de la burbuja: vídeo de 30 minutos sobre la burbuja inmobiliária, TV3, en catalán con subtítulos en castellano.
- Entrevista a Jesús Encinar, CEO de Idealista.com sobre el estado de la vivienda en España (14/05/08)
- Españistán, de la burbuja inmobiliaria a la Crisis (por Aleix Saló)
- Yo ya lo dije. Crónica de una crisis anunciada, Salvados, 23 de septiembre de 2012, LaSexta

- Datos: Q2928013